# Lista de vereadores de Curitiba

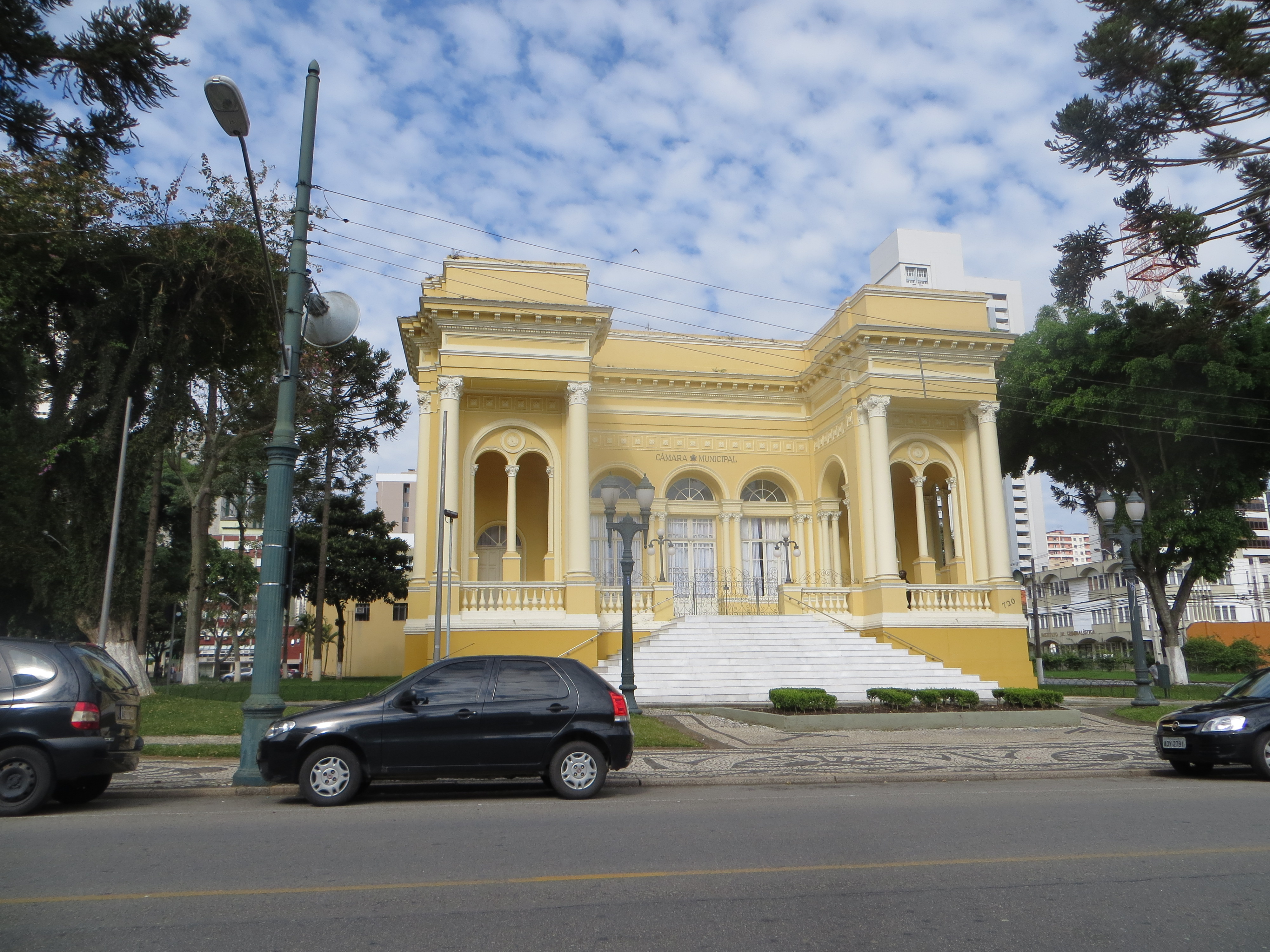
Câmara Municipal de Curitiba, sede do poder legislativo do município

Esta é a lista de vereadores de Curitiba, município brasileiro do estado do Paraná. A Câmara Municipal de Curitiba é o órgão legislativo do município de Curitiba, capital do estado de Paraná. É formada por trinta e oito cadeiras, quando, por determinação do TSE, os municípios passaram a ter um número de vereadores equivalente à sua população. O prédio da Câmara chama-se Palácio Rio Branco. Os cargos de direção da Câmara são: Presidente, 1º e 2º vice-presidentes e 1º, 2º, 3º e 4º secretários.

## 19ª Legislatura (2025–2028)
O ícone  e os nomes destacados em verde indicam os que foram reeleitos.

Representação eleita
  PSD: 6
  UNIÃO: 4
  PL: 4
  Republicanos: 3
  NOVO: 3
  PODE: 3
  PP: 3
  PT: 3
  PDT: 2
  MDB: 2
  PMB: 1
  PRD: 1
  PSOL: 1
  AGIR: 1
  PSB: 1

| Candidato                      | Partido      | Votos        | Porcentagem | Ref.        |
| ------------------------------ | ------------ | ------------ | ----------- | ----------- |
| Jasson Goulart                 | Republicanos | 21 684 votos | 2,41%       | [ 1 ] [ 2 ] |
| Guilherme Kilter               | NOVO         | 16 664 votos | 1,86%       | [ 1 ] [ 2 ] |
| Da Costa do Perdeu Piá         | UNIÃO        | 15 014 votos | 1,67%       | [ 1 ] [ 2 ] |
| Delegada Tathiana              | UNIÃO        | 12 515 votos | 1,39%       | [ 1 ] [ 2 ] |
| João Bettega                   | UNIÃO        | 12 346 votos | 1,37%       | [ 1 ] [ 2 ] |
| Bruno Secco                    | PMB          | 11 436 votos | 1,27%       | [ 1 ] [ 2 ] |
| Marcelo Fachinello             | PODE         | 10 812 votos | 1,20%       | [ 1 ] [ 2 ] |
| Serginho do Posto              | PSD          | 10 703 votos | 1,19%       | [ 1 ] [ 2 ] |
| Andressa Bianchessi            | UNIÃO        | 10 443 votos | 1,16%       | [ 1 ] [ 2 ] |
| Marcos Vieira                  | PDT          | 10 405 votos | 1,16%       | [ 1 ] [ 2 ] |
| Beto Moraes                    | PSD          | 10 142 votos | 1,13%       | [ 1 ] [ 2 ] |
| Tico Kuzma                     | PSD          | 10 042 votos | 1,12%       | [ 1 ] [ 2 ] |
| Leonidas Dias                  | PODE         | 9 835 votos  | 1,09%       | [ 1 ] [ 2 ] |
| Nori Seto                      | PP           | 9 329 votos  | 1,04%       | [ 1 ] [ 2 ] |
| Angelo Vanhoni                 | PT           | 9 176 votos  | 1,02%       | [ 1 ] [ 2 ] |
| Indiara Barbosa                | NOVO         | 9 106 votos  | 1,01%       | [ 1 ] [ 2 ] |
| Pier                           | PP           | 8 218 votos  | 0,91%       | [ 1 ] [ 2 ] |
| Eder Borges                    | PL           | 8 011 votos  | 0,89%       | [ 1 ] [ 2 ] |
| Meri Martins                   | Republicanos | 7 938 votos  | 0,88%       | [ 1 ] [ 2 ] |
| Zezinho Sabará                 | PSD          | 7 740 votos  | 0,86%       | [ 1 ] [ 2 ] |
| Olimpio - Mundo Polarizado     | PL           | 7 732 votos  | 0,86%       | [ 1 ] [ 2 ] |
| Rafaela Lupion                 | PSD          | 7 259 votos  | 0,81%       | [ 1 ] [ 2 ] |
| Professor Euler                | MDB          | 7 257 votos  | 0,81%       | [ 1 ] [ 2 ] |
| Laís Leão                      | PDT          | 6 954 votos  | 0,77%       | [ 1 ] [ 2 ] |
| Sidnei Toaldo                  | PRD          | 6 659 votos  | 0,74%       | [ 1 ] [ 2 ] |
| Toninho da Farmácia            | PSD          | 6 627 votos  | 0,74%       | [ 1 ] [ 2 ] |
| Carlise Kwiatkowski            | PL           | 6 384 votos  | 0,71%       | [ 1 ] [ 2 ] |
| Professora Angela              | PSOL         | 6 294 votos  | 0,70%       | [ 1 ] [ 2 ] |
| Fernando Klinger               | PL           | 6 288 votos  | 0,70%       | [ 1 ] [ 2 ] |
| Hernani                        | Republicanos | 6 267 votos  | 0,70%       | [ 1 ] [ 2 ] |
| Amália Tortato                 | NOVO         | 6 206 votos  | 0,69%       | [ 1 ] [ 2 ] |
| Giorgia Prates - Mandata Preta | PT           | 6 070 votos  | 0,67%       | [ 1 ] [ 2 ] |
| Renan Ceschin                  | PODE         | 5 826 votos  | 0,65%       | [ 1 ] [ 2 ] |
| Tiago Zeglin                   | MDB          | 5 652 votos  | 0,63%       | [ 1 ] [ 2 ] |
| Vanda de Assis                 | PT           | 5 006 votos  | 0,56%       | [ 1 ] [ 2 ] |
| Lórens Nogueira                | PP           | 4 727 votos  | 0,52%       | [ 1 ] [ 2 ] |
| Bruno Rossi                    | Agir         | 3 824 votos  | 0,42%       | [ 1 ] [ 2 ] |
| Camilla Gonda                  | PSB          | 3 062 votos  | 0,34%       | [ 1 ] [ 2 ] |

## 18ª Legislatura (2021–2024)
Estes são os vereadores eleitos na eleições de 15 de novembro de 2020, pelo período de 1° de janeiro de 2021 a 31 de dezembro de 2024:
|    | Nome                                                                              | Partido                                    | Votos  | %    | Observações |
| -- | --------------------------------------------------------------------------------- | ------------------------------------------ | ------ | ---- | --- |
| 1  | Indiara Barbosa Custodio (Umuarama, 09.04.1983–)                                  | Partido Novo (NOVO)                        | 12.147 | 1,53 | 1º mandato. Se afastou temporariamente do mandato entre setembro de 2022 e abril de 2023 por estar em licença maternidade. O suplente que assumiu a sua cadeira neste período foi Rodrigo Marcial (NOVO). |
| 2  | Sérgio Renato Bueno Balaguer, Serginho do Posto (Pérola, 20.08.1967–)             | Democratas (DEM)                           | 10.061 | 1,27 | 5º mandato. Passou a ser filiado ao União Brasil depois da fusão do DEM e do PSL em fevereiro de 2022 e migrou para o PSD em abril de 2024, durante a janela partidária. |
| 3  | Ana Carolina Moura Melo Dartora, Carol Dartora (Curitiba, 01.05.1983–)            | Partido dos Trabalhadores (PT)             | 8.874  | 1,12 | 1º mandato. Renunciou ao cargo em 31 de janeiro de 2023 para assumir uma cadeira na Câmara dos Deputados. Quem assumiu sua cadeira na Câmara Municipal foi Angelo Vanhoni (PT). |
| 4  | Euler de Freitas Silva Júnior, Professor Euler (São Paulo, 19.12.1973–)           | Partido Social Democrático (PSD)           | 8.315  | 1,05 | 2º mandato. 3º secretário da Câmara Municipal de Curitiba (2021–2022). Migrou para o MDB em abril de 2022, durante a janela partidária. |
| 5  | Gilberto Pires dos Santos, Beto Moraes (Assis Chateaubriand, 02.07.1974–)         | Partido Social Democrático (PSD)           | 8.243  | 1,04 | 5º mandato |
| 6  | Osias Moraes de Souza (Manaus, 22.01.1975–)                                       | Republicanos (REPUBLICANOS)                | 7.837  | 0,99 | 1º secretário da Câmara Municipal de Curitiba (2023–2024) 2º mandato. Migrou para o PRTB em abril de 2024, durante a janela partidária. |
| 7  | Pierpaolo Petruzziello, Pier (Curitiba, 27.05.1982–)                              | Partido Trabalhista Brasileiro (PTB)       | 7.495  | 0,95 | 3º mandato. Migrou para o PP em abril de 2022, durante a janela partidária. |
| 8  | Denian Couto Coelho (Porto Alegre, 13.08.1974–)                                   | Podemos (PODE)                             | 7.005  | 0,88 | 1º mandato. Renunciou ao mandato em 31 de janeiro de 2023 para assumir uma cadeira na Assembleia Legislativa do Paraná. Quem assumiu sua cadeira na Câmara Municipal foi Bruno Pessuti (PODE). |
| 9  | José Ortiz Lins, Zezinho do Sabará (Roncador, 01.07.1963–)                        | Democratas (DEM)                           | 6.466  | 0,82 | 2º mandato. Passou a ser filiado ao União Brasil depois da fusão do DEM e do PSL em fevereiro de 2022 e migrou para o PSD em abril de 2024, durante a janela partidária. |
| 10 | Herivelto Alves de Oliveira (Curitiba, 24.09.1963–)                               | Cidadania (CIDADANIA)                      | 6.441  | 0,81 | 2º mandato. Herivelto Oliveira assumiu como 1º suplente do então PPS, no lugar de Helio Wirbiski, em 16 de janeiro de 2019, sendo considerado, portanto, parte da 17ª Legislatura da Câmara dos Vereadores. |
| 11 | Sabino Picolo (Francisco Beltrão, 10.12.1950–)                                    | Democratas (DEM)                           | 6.061  | 0,76 | 7º mandato. Passou a ser filiado ao União Brasil depois da fusão do DEM e do PSL em fevereiro de 2022 e migrou para o PSD em abril de 2024, durante a janela partidária. |
| 12 | Josete Dubiaski da Silva, Professora Josete (Curitiba, 18.01.1964–)               | Partido dos Trabalhadores (PT)             | 5.856  | 0,74 | 5º mandato. 2ª secretária da Câmara Municipal de Curitiba (2021–2022). |
| 13 | Marcos Antonio Vieira (Siqueira Campos, 13.06.1974–)                              | Partido Democrático Trabalhista (PDT)      | 5.826  | 0,74 | 2º mandato |
| 14 | Mauro José Ignácio (Blumenau, 30.12.1963–)                                        | Democratas (DEM)                           | 5.755  | 0,73 | 2º Vice-presidente da Câmara Municipal de Curitiba (2023–2024) 3º mandato. 4º secretário da Câmara Municipal de Curitiba (2021–2022). Passou a ser filiado ao União Brasil depois da fusão do DEM e do PSL em fevereiro de 2022 e migrou para o PSD em abril de 2024, durante a janela partidária. |
| 15 | Marcelo Tschá Fachinello (Realeza, 25.02.1980–)                                   | Partido Social Cristão (PSC)               | 5.326  | 0,67 | Presidente da Câmara Municipal de Curitiba (2023–2024) 1º mandato. Com a incorporação do PSC ao Podemos em junho de 2023, Fachinello passou a ser filiado ao mesmo. |
| 16 | Renato de Almeida Freitas Junior (Sorocaba, 12.12.1983–)                          | Partido dos Trabalhadores (PT)             | 5.097  | 0,64 | 1º mandato. Teve o mandato cassado pela Câmara Municipal de Curitiba duas vezes; sendo a primeira em 22 de junho de 2022. A primeira suplente do partido, Ana Júlia Ribeiro (PT) foi empossada em 4 de julho de 2022 e permaneceu no cargo por três dias, e neste período, o Tribunal de Justiça do Paraná (TJ-PR) decidiu suspender a sessão que cassou o mandato de Freitas; após esta decisão judicial, ele reassumiu seu mandato. Ele foi novamente cassado em 5 de agosto de 2022 pela Câmara Municipal, e após recurso no STF, recuperou o mandato em 23 de setembro de 2022. Neste segundo período de afastamento, Ana Júlia Ribeiro reassumiu novamente o mandato de Freitas entre 23 de agosto e 9 de outubro de 2022. Freitas renunciou ao mandato em 31 de janeiro de 2023 para assumir uma cadeira na Assembleia Legislativa do Paraná. Quem assumiu sua cadeira na Câmara Municipal foi Giorgia Prates (PT). |
| 17 | Leônidas Edson Kuzma Tico Kuzma (Curitiba, 23.07.1971–)                           | Partido Republicano da Ordem Social (PROS) | 5.038  | 0,64 | Presidente da Câmara Municipal de Curitiba (2021–2022) 5º mandato. Migrou para o PSD em março de 2023, logo após a fusão do PROS com o Solidariedade (SD). |
| 18 | Antônio Carlos do Carmo, Toninho da Farmácia (São Pedro do Ivaí, 25.04.1963–)     | Democratas (DEM)                           | 4.853  | 0,61 | 3º mandato. Passou a ser filiado ao União Brasil depois da fusão do DEM e do PSL em fevereiro de 2022 e migrou para o PSD em abril de 2024, durante a janela partidária. |
| 19 | Tito Zeglin (Mandirituba, 11.01.1954–)                                            | Partido Democrático Trabalhista (PDT)      | 4.747  | 0,60 | 1º vice-presidente da Câmara Municipal de Curitiba (2023–2024) 9º mandato. 2º vice-presidente da Câmara Municipal de Curitiba (2021–2022). Migrou para o MDB em abril de 2024, durante a janela partidária. |
| 20 | Flávia Carolina Resende Jaber Francischini (Brasília, 23.05.1978–)                | Partido Social Liberal (PSL)               | 4.540  | 0,57 | 1º mandato. 1ª secretária da Câmara Municipal de Curitiba (2021–2022). Passou a ser filiada ao União Brasil depois da fusão do DEM e do PSL em fevereiro de 2022. Renunciou ao mandato em 31 de janeiro de 2023 para assumir uma cadeira na Assembleia Legislativa do Paraná. Quem assumiu sua cadeira na Câmara Municipal foi Rodrigo Reis (UNIÃO). |
| 21 | José Marciano Alves Bezerra, Pastor Marciano Alves (Princesa Isabel, 29.04.1977–) | Republicanos (REPUBLICANOS)                | 4.483  | 0,57 | 1º mandato. Foi filiado ao Solidariedade entre abril de 2022 e março de 2024, quando retornou ao Republicanos durante a janela partidária. |
| 22 | Noemia de Souza e Silva Alves Rocha (Londrina, 07.07.1961–)                       | Movimento Democrático Brasileiro (MDB)     | 4.439  | 0,56 | 4º mandato |
| 23 | Dalton José Borba (Curitiba, 18.04.1965–)                                         | Partido Democrático Trabalhista (PDT)      | 4.428  | 0,56 | 2º mandato. Borba assumiu como 3º suplente do PDT, no lugar de Goura, em 19 de agosto de 2019, sendo considerado, portanto, parte da 17ª Legislatura da Câmara dos Vereadores. Migrou para o Solidariedade em abril de 2024, durante a janela partidária. |
| 24 | João Carlos Rodrigues, João da Loja 5 Irmãos (Curitiba, 15.01.1976–)              | Partido Social Liberal (PSL)               | 4.423  | 0,56 | 1º mandato. Passou a ser filiado ao União Brasil depois da fusão do DEM e do PSL em fevereiro de 2022 e migrou para o MDB em abril de 2024, durante a janela partidária. |
| 25 | Tania Mara Abrão Guerreiro, Sargento Tania Guerreiro (Sapopema, 29.08.1959–)      | Partido Social Liberal (PSL)               | 4.422  | 0,56 | 1º mandato. Passou a ser filiada ao União Brasil depois da fusão do DEM e do PSL em fevereiro de 2022 e migrou para o Podemos em março de 2024, durante a janela partidária. |
| 26 | Alexandre Leprevost (Curitiba, 08.11.1983–)                                       | Solidariedade (SOLIDARIEDADE)              | 4.385  | 0,55 | 1º mandato. 1º vice-presidente da Câmara Municipal de Curitiba (2021–2022). Migrou para o UNIÃO durante a janela partidária de 2024. |
| 27 | Oscalino de Melo, Oscalino do Povo (Siqueira Campos, 13.04.1950–)                 | Progressistas (PP)                         | 4.093  | 0,52 | 1º mandato |
| 28 | Ezequias de Souza Barros (Umuarama, 25.07.1963–)                                  | Partido da Mulher Brasileira (PMB)         | 4.091  | 0,52 | 2º mandato. Migrou para o PRD em abril de 2024, durante a janela partidária. |
| 29 | Noriyassu Kawahara Seto Takeguma, Nori Seto (Curitiba, 12.12.1953–)               | Progressistas (PP)                         | 4.085  | 0,52 | 1º mandato |
| 30 | Maria Leticia Fagundes (Guaratuba, 06.10.1959–)                                   | Partido Verde (PV)                         | 4.019  | 0,51 | 2º mandato. 2ª secretária da Câmara Municipal de Curitiba (2023 – abril/2024). Suspensa das prerrogativas do cargo de vereadora por seis meses a partir de 23 de abril de 2024, decisão esta que também englobou a sua suspensão como 2ª secretária da casa. Por conta disso, Mauro Bobato permanecerá na 2ª secretaria da Câmara Municipal de Curitiba de maneira interina até o final de outubro do mesmo ano. |
| 31 | Márcio Genésio de Barros, Jornalista Márcio Barros (Curitiba, 21.07.1973–)        | Partido Social Democrático (PSD)           | 3.946  | 0,50 | 1º mandato |
| 32 | Eder Fabiano Borges Adão (Curitiba, 01.05.1983–)                                  | Partido Social Democrático (PSD)           | 3.932  | 0,50 | 1º mandato. Foi afastado temporariamente do cargo pelo Tribunal de Justiça do Paraná (TJ-PR) entre 27 de maio e 23 de junho de 2022; seu afastamento se deve pelo tribunal ter emitido uma certidão atestando a sua condenação pelo crime de difamação, conforme decisão da 4ª Turma Recursal dos Juizados Especiais de Curitiba, em ação movida pela APP Sindicato. Quem assumiu o seu mandato temporariamente foi o ex-vereador Mestre Pop (PSD), como 1º suplente, entre 6 e 22 de junho de 2022. Borges recuperou seu mandato em 20 de junho de 2022, logo após decisão do desembargador Miguel Kfouri Neto sobre o caso. Migrou para o PP em abril de 2022, durante a janela partidária daquele ano; e em abril de 2024, durante a abertura de nova janela partidária, decide se filiar ao PL. |
| 33 | Carlos Mauro Bobato (Curitiba, 03.05.1971–)                                       | Podemos (PODE)                             | 3.892  | 0,49 | 2º secretário da Câmara Municipal de Curitiba (abril/2024 – presente) [interino] 2º mandato. 3º secretário da Câmara Municipal de Curitiba (2023 – abril/2024). Migrou para o PP durante a janela partidária de 2024. Assumiu o cargo de 2º secretário de maneira interina até o final de outubro de 2024, por conta da suspensão das prerrogativas da vereadora Maria Letícia durante este mesmo período. Por conta dessa mudança, o cargo na 3ª Secretaria ficará vago até o final desta mesma data. |
| 34 | Sidnei José Toaldo (Curitiba, 18.05.1969–)                                        | Patriota (PATRIOTA)                        | 3.618  | 0,46 | 1º mandato. Passou a ser filiado ao PRD depois da fusão do Patriota com o PTB a partir de janeiro de 2024. |
| 35 | Hernani da Silva (São Paulo, 10.08.1963–)                                         | Partido Socialista Brasileiro (PSB)        | 3.136  | 0,40 | 1º mandato. Migrou para o Republicanos em abril de 2024, durante a janela partidária. |
| 36 | Maria Amália Barros Tortato (Telêmaco Borba, 25.10.1984–)                         | Partido Novo (NOVO)                        | 3.092  | 0,39 | 1º mandato |
| 37 | Leonidas Nery Dias (Curitiba, 24.01.1986–)                                        | Solidariedade (SOLIDARIEDADE)              | 2.704  | 0,34 | 4º secretário da Câmara Municipal de Curitiba (2023–2024) 1º mandato. Migrou para o Podemos em março de 2024, durante a janela partidária. |
| 38 | Nilson Sales, Salles do Fazendinha (Jardim Alegre, 23.02.1973–)                   | Democracia Cristã (DC)                     | 2.527  | 0,32 | 1º mandato. Migrou para a Rede Sustentabilidade em abril de 2024, durante a janela partidária. |

### Suplentes efetivados na 18ª Legislatura
| Nome                                                              | Partido                        | Votos | %    | Observações |
| ----------------------------------------------------------------- | ------------------------------ | ----- | ---- | --- |
| Ângelo Carlos Vanhoni (Paranaguá, 19.06.1955–)                    | Partido dos Trabalhadores (PT) | 4.034 | 0,51 | 3º mandato. 1º suplente na chapa do Partido dos Trabalhadores (suplência que pertencia inicialmente à Ana Júlia Ribeiro, eleita para a Assembleia Legislativa do Paraná nas eleições de 2022). Assumiu a vaga de Carol Dartora em 1.º de fevereiro de 2023. |
| Giorgia Tais Xavier Prates Mandata Preta (São Paulo, 23.09.1978–) | Partido dos Trabalhadores (PT) | 3.582 | 0,45 | 1º mandato. 2ª suplente na chapa do Partido dos Trabalhadores. Assumiu a vaga de Renato Freitas em 1.º de fevereiro de 2023. |
| Rodrigo Braga Cortes Fialho dos Reis (Curitiba, 07.01.1974–)      | União Brasil (UNIÃO)           | 3.205 | 0,40 | 1º mandato. 1º suplente na chapa do antigo Partido Social Liberal, atual União Brasil. Assumiu a vaga de Flávia Francischini em 1.º de fevereiro de 2023. Migrou para o PL em abril de 2024, durante a janela partidária.                                   |
| Bruno Eduardo Fischer Pessuti (Curitiba, 02.08.1984–)             | Podemos (PODE)                 | 3.011 | 0,38 | 3º mandato. 1º suplente na chapa do Podemos (PODE). Assumiu a vaga de Denian Couto em 1.º de fevereiro de 2023. |

## 17ª Legislatura (2017–2020)
Estes são os vereadores eleitos na eleições de 2 de outubro de 2016, pelo período de 1° de janeiro de 2017 a 31 de dezembro de 2020:
|    | Nome                                                                             | Partido                                            | Votos  | %    | Observações |
| -- | -------------------------------------------------------------------------------- | -------------------------------------------------- | ------ | ---- | ----------- |
| 1  | Sérgio Renato Bueno Balaguer Serginho do Posto (2017–2018) (Pérola, 20.08.1967–) | Partido da Social Democracia Brasileira (PSDB)     | 11.272 | 1,28 | 4º mandato  |
| 2  | Gilberto Pires dos Santos, Beto Moraes (Assis Chateaubriand, 02.07.1974–)        | Partido da Social Democracia Brasileira (PSDB)     | 10.097 | 1,15 | 4º mandato  |
| 3  | Jairo Marcelino da Silva (Curitiba, 18.07.1943–)                                 | Partido Social Democrático (PSD)                   | 8.865  | 1,01 | 9º mandato  |
| 4  | José Ortiz Lins, Zezinho Sabará (Roncador, 01.07.1963–)                          | Partido Democrático Trabalhista (PDT)              | 8.473  | 0,96 | 1º mandato  |
| 5  | Osias Moraes de Souza (Manaus, 22.01.1975–)                                      | Partido Republicano Brasileiro (PRB)               | 8.239  | 0,94 | 1º mandato  |
| 6  | Adilson Alves Leandro, Mestre Pop (Plautino Soares, 31.08.1968–)                 | Partido Social Cristão (PSC)                       | 8.210  | 0,93 | 2º mandato  |
| 7  | Pierpaolo Petruzziello, Pier (Curitiba, 27.05.1982–)                             | Partido Trabalhista Brasileiro (PTB)               | 7.868  | 0,89 | 2º mandato  |
| 8  | Mauro José Ignácio (Blumenau, 30.12.1963–)                                       | Partido Socialista Brasileiro (PSB)                | 7.721  | 0,88 | 2º mandato  |
| 9  | Luiz Felipe Gubert Braga Cortes (Curitiba, 08.01.1966–)                          | Partido Social Democrático (PSD)                   | 7.708  | 0,88 | 4º mandato  |
| 10 | Hélio Renato Wirbiski (Curitiba, 20.09.1957–)                                    | Partido Popular Socialista (PPS)                   | 7.618  | 0,86 | 2º mandato  |
| 11 | Antônio Carlos do Carmo, Toninho da Farmácia (São Pedro do Ivaí, 25.04.1963–)    | Partido Democrático Trabalhista (PDT)              | 7.549  | 0,86 | 2º mandato  |
| 12 | Tito Zeglin (Mandirituba, 11.01.1954–)                                           | Partido Democrático Trabalhista (PDT)              | 7.447  | 0,85 | 8º mandato  |
| 13 | Fabiane Delisie Cabral da Rosa (Curitiba, 06.03.1973–)                           | Partido Social Democrata Cristão (PSDC)            | 7.328  | 0,83 | 1º mandato  |
| 14 | Euler de Freitas Silva Júnior, Professor Euler (São Paulo, 19.12.1973–)          | Partido Social Democrático (PSD)                   | 7.188  | 0,82 | 1º mandato  |
| 15 | Maria de Lourdes Beserra de Souza, Dona Lourdes                                  | Partido Socialista Brasileiro (PSB)                | 7.142  | 0,81 | 4º mandato  |
| 16 | Julieta Maria Braga Cortes Fialho dos Reis (Curitiba, 29.08.1947–)               | Democratas (DEM)                                   | 6.821  | 0,77 | 6º mandato  |
| 17 | Edmar Colpani (Coronel Vivida, 18.02.1961–)                                      | Partido Socialista Brasileiro (PSB)                | 6.783  | 0,77 | 2º mandato  |
| 18 | Jorge Gomes de Oliveira Brand, Goura (Curitiba, 05.11.1979–)                     | Partido Democrático Trabalhista (PDT)              | 6.573  | 0,75 | 1º mandato  |
| 19 | Sabino Picolo (2019–2020) (Francisco Beltrão, 10.12.1950–)                       | Democratas (DEM)                                   | 6.565  | 0,75 | 6º mandato  |
| 20 | Thiago Kronit Ferro (Goiânia, 03.04.1978–)                                       | Partido da Social Democracia Brasileira (PSDB)     | 6.298  | 0,71 | 1º mandato  |
| 21 | Cristiano Pereira dos Santos (Curitiba, 27.01.1980–)                             | Partido Verde (PV)                                 | 6.151  | 0,70 | 2º mandato  |
| 22 | Leônidas Edson Kuzma, Tico Kuzma (Curitiba, 23.07.1971–)                         | Partido Republicano da Ordem Social (PROS)         | 6.113  | 0,69 | 4º mandato  |
| 23 | Marcos Antonio Vieira (Siqueira Campos, 13.06.1974–)                             | Partido Democrático Trabalhista (PDT)              | 5.980  | 0,68 | 1º mandato  |
| 24 | Rogério Campos (Curitiba, 18.07.1978–)                                           | Partido Social Cristão (PSC)                       | 5.748  | 0,65 | 2º mandato  |
| 25 | Paulo Roberto Rink                                                               | Partido da República (PR)                          | 5.607  | 0,64 | 2º mandato  |
| 26 | Geovane Alves Fernandes (Curitiba, 26.12.1963–)                                  | Partido Trabalhista Brasileiro (PTB)               | 5.434  | 0,62 | 2º mandato  |
| 27 | Wolmir Cardoso de Aguiar, Dr. Wolmir (Curitiba, 04.01.1973–)                     | Partido Social Cristão (PSC)                       | 5.182  | 0,59 | 1º mandato  |
| 28 | Maria Francisquini Manfron (Curitiba, 12.12.1953–)                               | Partido Progressista (Brasil) (PP)                 | 4.633  | 0,53 | 1º mandato  |
| 29 | Noemia de Souza e Silva Alves Rocha (Londrina, 07.07.1961–)                      | Partido do Movimento Democrático Brasileiro (PMDB) | 4.615  | 0,52 | 3º mandato  |
| 30 | Bruno Eduardo Fischer Pessuti (Curitiba, 02.08.1984–)                            | Partido Social Democrático (PSD)                   | 4.562  | 0,52 | 2º mandato  |
| 31 | Josete Dubiaski da Silva, Professora Josete (Curitiba, 18.01.1964–)              | Partido dos Trabalhadores (PT)                     | 4.432  | 0,50 | 4º mandato  |
| 32 | Katia Dittrich, Kátia dos Animais de Rua (São Paulo, 03.05.1969–)                | Solidariedade (SD)                                 | 4.068  | 0,46 | 1º mandato  |
| 33 | Agenor da Silva Pereira, Cacá Pereira (Curitiba, 21.11.1974–)                    | Partido Social Democrata Cristão (PSDC)            | 3.728  | 0,42 | 2º mandato  |
| 34 | Carlos Mauro Bobato (Curitiba, 03.05.1971–)                                      | Partido Trabalhista Nacional (PTN)                 | 3.580  | 0,41 | 1º mandato  |
| 35 | Silberto Cardoso, Professor Silberto (Barbosa Ferraz, 04.02.1970–)               | Partido do Movimento Democrático Brasileiro (PMDB) | 3.577  | 0,41 | 1º mandato  |
| 36 | Oscalino de Melo, Oscalino do Povo (Siqueira Campos, 13.04.1950–)                | Partido Trabalhista Nacional (PTN)                 | 3.427  | 0,39 | 1º mandato  |
| 37 | Drª Maria Letícia Fagundes (Guaratuba, 06.10.1959–)                              | Partido Verde (PV)                                 | 3.311  | 0,38 | 1º mandato  |
| 38 | Ezequias de Souza Barros (Umuarama, 25.07.1963–)                                 | Partido Republicano Progressista (PRP)             | 3.006  | 0,34 | 1º mandato  |

## 16ª Legislatura (2013–2016)
Estes são os vereadores eleitos na eleições de 7 de outubro de 2012, pelo período de 1° de janeiro de 2013 a 31 de dezembro de 2016:
|    | Nome                                                                          | Partido                                            | Votos  | %    | Observações |
| -- | ----------------------------------------------------------------------------- | -------------------------------------------------- | ------ | ---- | ----------- |
| 1  | Cristiano Pereira dos Santos (Curitiba, 27.01.1980–)                          | Partido Verde (PV)                                 | 14.819 | 1,63 | 1º mandato  |
| 2  | João Galdino de Souza, Professor Galdino (São Carlos do Ivaí, 08.08.1962–)    | Partido da Social Democracia Brasileira (PSDB)     | 13.983 | 1,54 | 2º mandato  |
| 3  | Valdemir Manoel Soares (Renunciou ao cargo) (Rio de Janeiro, 01.12.1972–)     | Partido Republicano Brasileiro (PRB)               | 12.725 | 1,40 | 4º mandato  |
| 4  | Sérgio Renato Bueno Balaguer, Serginho do Posto (Pérola, 20.08.1967–)         | Partido da Social Democracia Brasileira (PSDB)     | 12.303 | 1,35 | 3º mandato  |
| 5  | Luiz Felipe Gubert Braga Cortes (Curitiba, 08.01.1966–)                       | Partido da Social Democracia Brasileira (PSDB)     | 10.045 | 1,10 | 3º mandato  |
| 6  | Antônio Carlos do Carmo, Toninho da Farmácia (São Pedro do Ivaí, 25.04.1963–) | Partido Progressista (PP)                          | 9.966  | 1,09 | 1º mandato  |
| 7  | Maria de Lourdes Beserra de Souza, Dona Lourdes (Ituporanga, 02.12.1927–)     | Partido Socialista Brasileiro (PSB)                | 9.924  | 1,09 | 3º mandato  |
| 8  | Jairo Marcelino da Silva (Curitiba, 18.07.1943–)                              | Partido Social Democrático (PSD)                   | 9.924  | 1,09 | 8º mandato  |
| 9  | Gilberto Pires dos Santos, Beto Moraes (Assis Chateaubriand, 02.07.1974–)     | Partido da Social Democracia Brasileira (PSDB)     | 9.326  | 1,02 | 3º mandato  |
| 10 | Josete Dubiaski da Silva, Professora Josete (Curitiba, 18.01.1964–)           | Partido dos Trabalhadores (PT)                     | 9.208  | 1,01 | 3º mandato  |
| 11 | Leônidas Edson Kuzma, Tico Kuzma (Curitiba, 23.07.1971–)                      | Partido Socialista Brasileiro (PSB)                | 8.541  | 0,94 | 3º mandato  |
| 12 | Noemia de Souza e Silva Alves Rocha (Londrina, 07.07.1961–)                   | Partido do Movimento Democrático Brasileiro (PMDB) | 8.132  | 0,94 | 2º mandato  |
| 13 | Tito Zeglin (Mandirituba, 11.01.1954–)                                        | Partido Democrático Trabalhista (PDT)              | 7.743  | 0,85 | 7º mandato  |
| 14 | Hélio Renato Wirbiski (Curitiba, 20.09.1957–)                                 | Partido Popular Socialista (PPS)                   | 7.728  | 0,85 | 1º mandato  |
| 15 | Adilson Alves Leandro, Mestre Pop (Plautino Soares, 31.08.1968–)              | Partido Social Cristão (PSC)                       | 7.691  | 0,84 | 1º mandato  |
| 16 | Aldemir João Manfron (Curitiba, 23.07.1952–)                                  | Partido Progressista (PP)                          | 7.576  | 0,83 | 7º mandato  |
| 17 | Sabino Picolo (Francisco Beltrão, 10.12.1950–)                                | Democratas (DEM)                                   | 7.388  | 0,81 | 5º mandato  |
| 18 | Francisco Costa Filho, Chico do Uberaba (Curitiba, 28.05.1963–)               | Partido da Mobilização Nacional (PMN)              | 7.099  | 0,78 | 1º mandato  |
| 19 | Edmar Colpani (Coronel Vivida, 18.02.1961–)                                   | Partido Socialista Brasileiro (PSB)                | 6.981  | 0,77 | 1º mandato  |
| 20 | Julieta Reis (Curitiba, 29.08.1947–)                                          | Democratas (DEM)                                   | 6.965  | 0,77 | 5º mandato  |
| 21 | Mauro José Ignacio (Blumenau, 30.12.1963–)                                    | Partido Socialista Brasileiro (PSB)                | 6.843  | 0,75 | 1º mandato  |
| 22 | Paulo Salamuni (2013–2014) (Curitiba, 10.10.1983–)                            | Partido Verde (PV)                                 | 6.823  | 0,75 | 4º mandato  |
| 23 | Jonny Magalhães Stica (Curitiba, 23.07.1952–)                                 | Partido dos Trabalhadores (PT)                     | 6.609  | 0,73 | 2º mandato  |
| 24 | Pierpaolo Petruzziello, Pier (Curitiba, 27.05.1982–)                          | Partido Trabalhista Brasileiro (PTB)               | 6.132  | 0,67 | 1º mandato  |
| 25 | Tiago Augusto Gevert (Curitiba, 09.04.1986–)                                  | Partido Social Cristão (PSC)                       | 6.059  | 0,67 | 1º mandato  |
| 26 | Jorge Luiz Bernardi (Herval d'Oeste, 08.03.1956–)                             | Partido Democrático Trabalhista (PDT)              | 5.727  | 0,63 | 7º mandato  |
| 27 | Dirceu Moreira Carriel (Palmital, 13.07.1969–)                                | Partido Social Liberal (PSL)                       | 5.633  | 0,62 | 2º mandato  |
| 28 | Paulo Roberto Rink                                                            | Partido Popular Socialista (PPS)                   | 5.625  | 0,62 | 1º mandato  |
| 29 | Ailton Cardozo de Araújo (2015–2016) (Campina Grande do Sul, 11.05.1942–)     | Partido Social Cristão (PSC)                       | 5.378  | 0,59 | 5º mandato  |
| 30 | José Maria Alves Pereira, Zé Maria (Pederneira, 22.07.1958–)                  | Partido Popular Socialista (PPS)                   | 5.333  | 0,59 | 3º mandato  |
| 31 | Aladim Luciano, Aladim                                                        | Partido Verde (PV)                                 | 5.130  | 0,56 | 3º mandato  |
| 32 | Pedro Paulo Costa (Curitiba, 04.07.1967–)                                     | Partido dos Trabalhadores (PT)                     | 4.853  | 0,53 | 2º mandato  |
| 33 | Bruno Eduardo Fischer Pessuti (Curitiba, 02.08.1984–)                         | Partido Social Cristão (PSC)                       | 4.691  | 0,52 | 1º mandato  |
| 34 | Carla Cristiana de Carvalho, Carla Pimentel (Curitiba, 26.08.1982–)           | Partido Social Cristão (PSC)                       | 4.167  | 0,46 | 1º mandato  |
| 35 | Rogério Campos (Curitiba, 18.07.1978–)                                        | Partido Social Cristão (PSC)                       | 3.903  | 0,43 | 1º mandato  |
| 36 | Agenor da Silva Pereira, Cacá Pereira (Paranaguá, 21.11.1974–)                | Partido Social Democrata Cristão (PSDC)            | 3.838  | 0,42 | 1º mandato  |
| 37 | José Carlos Chicarelli (Engenheiro Beltrão, 20.09.1962–)                      | Partido Social Democrata Cristão (PSDC)            | 3.751  | 0,41 | 1º mandato  |
| 38 | Geovane Alves Fernandes (Curitiba, 26.12.1963–)                               | Partido Trabalhista Brasileiro (PTB)               | 2.861  | 0,31 | 1º mandato  |

## 15ª Legislatura (2009–2012)
Estes são os vereadores eleitos na eleições de 5 de outubro de 2008, pelo período de 1° de janeiro de 2009 a 31 de dezembro de 2012:
|    | Nome                                                                                    | Partido                                            | Votos  | %    | Observações |
| -- | --------------------------------------------------------------------------------------- | -------------------------------------------------- | ------ | ---- | ----------- |
| 1  | José Roberto dos Santos, Roberto Aciolli                                                | Partido Verde (PV)                                 | 17.377 | 1,80 | 1º mandato  |
| 2  | Valdemir Manoel Soares, Pastor Valdemir (Rio de Janeiro, 01.12.1972–)                   | Partido Republicano Brasileiro (PRB)               | 14.186 | 1,47 | 3º mandato  |
| 3  | Sérgio Renato Bueno Balaguer, Serginho do Posto (Pérola, 20.08.1967–)                   | Partido da Social Democracia Brasileira (PSDB)     | 12.661 | 1,31 | 2º mandato  |
| 4  | Marilei de Souza Lima, Cantora Mara Lima                                                | Partido da Social Democracia Brasileira (PSDB)     | 12.627 | 1,31 | 1º mandato  |
| 5  | Luiz Felipe Gubert Braga Cortes (Curitiba, 08.01.1966–)                                 | Partido da Social Democracia Brasileira (PSDB)     | 11.817 | 1,22 | 2º mandato  |
| 6  | João Galdino de Souza, Professor Galdino (São Carlos do Ivaí, 08.08.1962–)              | Partido Verde (PV)                                 | 11.736 | 1,22 | 1º mandato  |
| 7  | João Cláudio Derosso (2009–2012)                                                        | Partido da Social Democracia Brasileira (PSDB)     | 11.189 | 1,16 | 6º mandato  |
| 8  | Jairo Marcelino da Silva (Curitiba, 18.07.1943–)                                        | Partido Democrático Trabalhista (PDT)              | 10.683 | 1,11 | 7º mandato  |
| 9  | Gilberto Pires dos Santos, Beto Moraes (Assis Chateaubriand, 02.07.1974–)               | Partido da Social Democracia Brasileira (PSDB)     | 10.382 | 1,08 | 2º mandato  |
| 10 | Tito Zeglin (Mandirituba, 11.01.1954–)                                                  | Partido Democrático Trabalhista (PDT)              | 10.373 | 1,07 | 6º mandato  |
| 11 | Francisco Carlos dos Santos Garcez (Guajará-Mirim, 15.09.1963–)                         | Partido da Social Democracia Brasileira (PSDB)     | 10.220 | 1,06 | 1º mandato  |
| 12 | Aldemir João Manfron (Curitiba, 23.07.1952–)                                            | Partido Progressista (PP)                          | 10.180 | 1,05 | 6º mandato  |
| 13 | Sabino Picolo (Francisco Beltrão, 10.12.1950–)                                          | Democratas (DEM)                                   | 9.846  | 1,02 | 4º mandato  |
| 14 | Maria de Lourdes Beserra de Souza, Dona Lourdes                                         | Partido Socialista Brasileiro (PSB)                | 9.302  | 0,96 | 2º mandato  |
| 15 | Paulo Frote (Ibaiti, 03.05.1957–)                                                       | Partido da Social Democracia Brasileira (PSDB)     | 9.208  | 0,95 | 4º mandato  |
| 16 | Celso Torquato (Rio do Sul, 17.10.1945–)                                                | Partido da Social Democracia Brasileira (PSDB)     | 9.115  | 0,94 | 5º mandato  |
| 17 | José Maria Alves Pereira, Zé Maria (Pederneira, 22.07.1958–)                            | Partido Popular Socialista (PPS)                   | 7.985  | 0,83 | 2º mandato  |
| 18 | Joacir Roberto Hinça (Araucária, 26.11.1967–)                                           | Partido Democrático Trabalhista (PDT)              | 7.492  | 0,78 | 2º mandato  |
| 19 | Leônidas Edson Kuzma, Tico Kuzma (Curitiba, 23.07.1971–)                                | Partido Socialista Brasileiro (PSB)                | 7.298  | 0,76 | 2º mandato  |
| 20 | Jair Cezar de Oliveira (Londrina, 05.11.1939–)                                          | Partido da Social Democracia Brasileira (PSDB)     | 6.768  | 0,70 | 5º mandato  |
| 21 | Mário Celso Puglielli da Cunha (Curitiba, 17.07.1946–)                                  | Partido Socialista Brasileiro (PSB)                | 6.678  | 0,69 | 6º mandato  |
| 22 | João Luiz Simões Cordeiro, João do Suco (Curitiba, 09.06.1958–)                         | Partido da Social Democracia Brasileira (PSDB)     | 6.640  | 0,69 | 1º mandato  |
| 23 | Denilson Pires da Silva (Curitiba, 02.11.1968–)                                         | Democratas (DEM)                                   | 6.439  | 0,67 | 1º mandato  |
| 24 | Aladim Luciano, Aladim                                                                  | Partido Verde (PV)                                 | 6.315  | 0,65 | 2º mandato  |
| 25 | Julieta Reis (Curitiba, 29.08.1947–)                                                    | Democratas (DEM)                                   | 5.896  | 0,61 | 4º mandato  |
| 26 | Emerson Rodrigues do Prado (Jaraguá do Sul, 02.11.1976–)                                | Partido da Social Democracia Brasileira (PSDB)     | 5.774  | 0,60 | 1º mandato  |
| 27 | Omar Sabbag Filho (Curitiba, 31.10.1953–)                                               | Partido da Social Democracia Brasileira (PSDB)     | 5.498  | 0,57 | 1º mandato  |
| 28 | Odilon Volkmann, Homem do Povo (Pomerode, 18.12.1950–)                                  | Partido da Social Democracia Brasileira (PSDB)     | 5.387  | 0,56 | 1º mandato  |
| 29 | Renata Eitelwein Bueno                                                                  | Partido Popular Socialista (PPS)                   | 4.984  | 0,52 | 1º mandato  |
| 30 | Juliano Borghetti (Curitiba, 04.03.1971–)                                               | Partido Progressista (PP)                          | 4.801  | 0,50 | 1º mandato  |
| 31 | Pedro Paulo Costa (Curitiba, 04.07.1967–)                                               | Partido dos Trabalhadores (PT)                     | 4.152  | 0,43 | 1º mandato  |
| 32 | Algaci Tulio (Rio Branco do Sul, 08.12.1940 – Curitiba, 13.01.2021)                     | Partido do Movimento Democrático Brasileiro (PMDB) | 4.084  | 0,42 | 2º mandato  |
| 33 | Júlio Cesar Sobota, Julião da Caveira (Curitiba, 22.04.1969–)                           | Partido Social Cristão (PSC)                       | 4.041  | 0,42 | 1º mandato  |
| 34 | Jonny Magalhães Stica (Curitiba, 23.07.1952–)                                           | Partido dos Trabalhadores (PT)                     | 4.016  | 0,42 | 1º mandato  |
| 35 | Carlos Henrique Sá de Ferrante, Caíque Ferrante (Florianópolis, 14.01.1957–)            | Partido Republicano Progressista (PRP)             | 3.888  | 0,40 | 1º mandato  |
| 36 | Josete Dubiaski da Silva, Professora Josete (Curitiba, 18.01.1964–)                     | Partido dos Trabalhadores (PT)                     | 3.884  | 0,40 | 2º mandato  |
| 37 | Noemia de Souza e Silva Alves Rocha, Noemia Rocha da Assembleia (Londrina, 07.07.1961–) | Partido do Movimento Democrático Brasileiro (PMDB) | 3.810  | 0,39 | 1º mandato  |
| 38 | Dirceu Moreira Carriel (Palmital, 13.07.1969–)                                          | Partido Social Liberal (PSL)                       | 2.593  | 0,27 | 1º mandato  |

## 14ª Legislatura (2005–2008)
Estes são os vereadores eleitos nas eleições de 3 de outubro de 2004, pelo período de 1° de janeiro de 2005 a 31 de dezembro de 2008:
|    | Nome                                                                        | Partido                                            | Votos  | %    | Observações |
| -- | --------------------------------------------------------------------------- | -------------------------------------------------- | ------ | ---- | ----------- |
| 1  | Ney Leprevost Neto                                                          | Partido Progressista (PP)                          | 18.582 | 2,02 | 3º mandato  |
| 2  | Valdemir Manoel Soares, Pastor Valdemir (Rio de Janeiro, 01.12.1972–)       | Partido Liberal (PL)                               | 18.559 | 2,02 | 2º mandato  |
| 3  | Fabio de Souza Camargo (Curitiba, 17.04.1973–)                              | Partido da Frente Liberal (PFL)                    | 17.996 | 1,96 | 2º mandato  |
| 4  | Rui Kiyoshi Hara (Curitiba, 27.09.1952–)                                    | Partido da Social Democracia Brasileira (PSDB)     | 15.218 | 1,65 | 3º mandato  |
| 5  | João Cláudio Derosso (2005–2008)                                            | Partido da Social Democracia Brasileira (PSDB)     | 14.991 | 1,63 | 5º mandato  |
| 6  | Reinhold Stephanes Junior                                                   | Partido do Movimento Democrático Brasileiro (PMDB) | 14.541 | 1,58 | 2º mandato  |
| 7  | Aldemir João Manfron (Curitiba, 23.07.1952–)                                | Partido Progressista (PP)                          | 11.523 | 1,25 | 5º mandato  |
| 8  | Jairo Marcelino da Silva (Curitiba, 18.07.1943–)                            | Partido Democrático Trabalhista (PDT)              | 11.405 | 1,24 | 6º mandato  |
| 9  | Sabino Picolo (Francisco Beltrão, 10.12.1950–)                              | Partido da Frente Liberal (PFL)                    | 10.843 | 1,18 | 3º mandato  |
| 10 | Geraldo Claito Bobato (Curitiba, 05.12.1943–)                               | Partido da Frente Liberal (PFL)                    | 9.983  | 1,09 | 4º mandato  |
| 11 | André Franco de Oliveira Passos (Curitiba, 10.06.1972–)                     | Partido dos Trabalhadores (PT)                     | 9.972  | 1,08 | 2º mandato  |
| 12 | Julieta Reis (Curitiba, 29.08.1947–)                                        | Partido da Frente Liberal (PFL)                    | 9.851  | 1,07 | 3º mandato  |
| 13 | Paulo Frote (Ibaiti, 03.05.1957–)                                           | Partido da Social Democracia Brasileira (PSDB)     | 9.307  | 1,01 | 3º mandato  |
| 14 | Aparecido Custódio da Silva (Curitiba, 01.04.1957–)                         | Partido Trabalhista Brasileiro (PTB)               | 9.274  | 1,01 | 4º mandato  |
| 15 | Manassés Oliveira da Silva (Bandeirantes, 19.06.1964–)                      | Partido Socialista Brasileiro (PSB)                | 9.242  | 1,00 | 1º mandato  |
| 16 | Tito Zeglin (Mandirituba, 11.01.1954–)                                      | Partido Democrático Trabalhista (PDT)              | 9.224  | 1,00 | 5º mandato  |
| 17 | Jair Cezar de Oliveira (Londrina, 05.11.1939–)                              | Partido Trabalhista Brasileiro (PTB)               | 8.831  | 0,96 | 4º mandato  |
| 18 | Luiz Fernando Araújo Stellfeld, Luizão Stellfeld (Curitiba, 06.12.1963–)    | Partido Comunista do Brasil (PCdoB)                | 8.592  | 0,93 | 1º mandato  |
| 19 | Nely Lídia Valente de Almeida (Bom Retiro, 03.03.1935–Curitiba, 29.10.2012) | Partido da Social Democracia Brasileira (PSDB)     | 8.373  | 0,91 | 4º mandato  |
| 20 | Mário Celso Puglielli da Cunha (Curitiba, 17.07.1946–)                      | Partido Socialista Brasileiro (PSB)                | 8.342  | 0,91 | 5º mandato  |
| 21 | Gilso Tadeu Borges de Freitas (Curitiba, 28.10.1960–)                       | Partido Liberal (PL)                               | 8.334  | 0,91 | 1º mandato  |
| 22 | Joacir Roberto Hinça (Araucária, 26.11.1967–)                               | Partido da Frente Liberal (PFL)                    | 8.299  | 0,90 | 1º mandato  |
| 23 | Luiz Felipe Gubert Braga Cortes (Curitiba, 08.01.1966–)                     | Partido do Movimento Democrático Brasileiro (PMDB) | 8.236  | 0,90 | 1º mandato  |
| 24 | Celso Torquato (Rio do Sul, 17.10.1945–)                                    | Partido do Movimento Democrático Brasileiro (PMDB) | 8.233  | 0,89 | 4º mandato  |
| 25 | Roseli Isidoro (Curitiba, 19.09.1962–)                                      | Partido dos Trabalhadores (PT)                     | 8.086  | 0,88 | 1º mandato  |
| 26 | Ângelo Batista, da Farmácia (Mandaguari, 31.01.1949–)                       | Partido Progressista (PP)                          | 7.917  | 0,86 | 2º mandato  |
| 27 | Gilberto Pires dos Santos, Beto Moraes (Assis Chateaubriand, 02.07.1974–)   | Partido Liberal (PL)                               | 7.801  | 0,85 | 1º mandato  |
| 28 | José Roberto Sandoval (Cuiabá, 15.08.1949–)                                 | Partido Trabalhista Brasileiro (PTB)               | 7.721  | 0,84 | 3º mandato  |
| 29 | Josete Dubiaski da Silva, Professora Josete (Curitiba, 18.01.1964–)         | Partido dos Trabalhadores (PT)                     | 7.125  | 0,77 |             |
| 30 | Paulo Salamuni (Curitiba, 10.10.1983–)                                      | Partido do Movimento Democrático Brasileiro (PMDB) | 6.684  | 0,73 | 3º mandato  |
| 31 | Jorge Luiz Bernardi (Herval d'Oeste, 08.03.1956–)                           | Partido Democrático Trabalhista (PDT)              | 6.643  | 0,72 | 6º mandato  |
| 32 | Sérgio Renato Bueno Balaguer, Serginho do Posto (Pérola, 20.08.1967–)       | Partido Popular Socialista (PPS)                   | 6.500  | 0,71 | 1º mandato  |
| 33 | Maria de Lourdes Beserra de Souza, Dona Lourdes Santa Quitéria              | Partido Socialista Brasileiro (PSB)                | 6.438  | 0,70 | 1º mandato  |
| 34 | Dr. Valdenir Dielle Dias (Belo Horizonte, 22.11.1945–)                      | Partido Trabalhista Brasileiro (PTB)               | 6.084  | 0,66 | 1º mandato  |
| 35 | Sérgio Ribeiro (Curitiba, 02.01.1967–)                                      | Partido Popular Socialista (PPS)                   | 4.334  | 0,47 | 1º mandato  |
| 36 | Aladim Luciano                                                              | Partido Verde (PV)                                 | 4.143  | 0,45 | 1º mandato  |
| 37 | José Maria Alves Pereira, Zé Maria (Pederneira, 22.07.1958–)                | Partido Popular Socialista (PPS)                   | 3.292  | 0,36 | 1º mandato  |
| 38 | Leônidas Edson Kuzma, Tico Kuzma (Curitiba, 23.07.1971–)                    | Partido Popular Socialista (PPS)                   | 3.199  | 0,35 | 1º mandato  |

## 13ª Legislatura (2001–2004)
Estes são os vereadores eleitos nas eleições de 1º de outubro de 2000, pelo período de 1° de janeiro de 2001 a 31 de dezembro de 2004:
|    | Nome                                                                   | Partido                                            | Votos  | %    | Observações |
| -- | ---------------------------------------------------------------------- | -------------------------------------------------- | ------ | ---- | ----------- |
| 1  | Mauro Rafael Moraes e Silva                                            | Partido Social Cristão (PSC)                       | 22.586 | 2,66 | 5º mandato  |
| 2  | Arlete Ivone Caramês                                                   | Partido Progressista Brasileiro (PPB)              | 14.160 | 1,66 | 1º mandato  |
| 3  | Osmar Stuart Bertoldi                                                  | Partido Progressista Brasileiro (PPB)              | 13.873 | 1,63 | 3º mandato  |
| 4  | Ailton Cardoso de Araújo (Campina Grande do Sul, 11.05.1942–)          | Partido da Frente Liberal (PFL)                    | 12.853 | 1,51 | 4º mandato  |
| 5  | João Cláudio Caio Derosso (2001–2004)                                  | Partido da Frente Liberal (PFL)                    | 12.852 | 1,51 | 4º mandato  |
| 6  | Reinhold Stephanes Junior                                              | Partido da Frente Liberal (PFL)                    | 12.052 | 1,42 | 1º mandato  |
| 7  | Ney Leprevost Neto                                                     | Partido Progressista Brasileiro (PPB)              | 11.908 | 1,40 | 2º mandato  |
| 8  | Alexandre Maranhão Curi                                                | Partido da Frente Liberal (PFL)                    | 11.777 | 1,38 | 1º mandato  |
| 9  | Jorge Miguel Samek                                                     | Partido dos Trabalhadores (PT)                     | 11.625 | 1,37 | 4º mandato  |
| 10 | Ehden Abib, Éde (Curitiba, 10.09.1949–)                                | Partido da Frente Liberal (PFL)                    | 11.572 | 1,36 | 2º mandato  |
| 11 | Aparecido Custódio da Silva (Curitiba, 01.04.1957–)                    | Partido Trabalhista Brasileiro (PTB)               | 11.364 | 1,34 | 3º mandato  |
| 12 | Valdemir Manoel Soares, Pastor Valdemir (Rio de Janeiro, 01.12.1972–)  | Partido Progressista Brasileiro (PPB)              | 10.691 | 1,26 | 1º mandato  |
| 13 | Sabino Picolo (Francisco Beltrão, 10.12.1950–)                         | Partido da Social Democracia Brasileira (PSDB)     | 10.132 | 1,19 | 2º mandato  |
| 14 | Rui Kiyoshi Hara (Curitiba, 27.09.1952–)                               | Partido da Frente Liberal (PFL)                    | 9.726  | 1,14 | 2º mandato  |
| 15 | Paulo Frote (Ibaiti, 03.05.1957–)                                      | Partido Social Cristão (PSC)                       | 9.631  | 1,13 | 2º mandato  |
| 16 | Jairo Marcelino da Silva (Curitiba, 18.07.1943–)                       | Partido Socialista Brasileiro (PSB)                | 9.512  | 1,12 | 5º mandato  |
| 17 | Jair Cezar de Oliveira (Londrina, 05.11.1939–)                         | Partido Trabalhista Brasileiro (PTB)               | 9.478  | 1,11 | 2º mandato  |
| 18 | Luís Ernesto Alves Pereira (Curitiba, 29.11.1942–Curitiba, 06.03.2019) | Partido da Social Democracia Brasileira (PSDB)     | 8.881  | 1,04 | 3º mandato  |
| 19 | Fabio de Souza Camargo (Curitiba, 17.04.1973–)                         | Partido Social Cristão (PSC)                       | 8.869  | 1,04 | 1º mandato  |
| 20 | Aldemir João Manfron, A.J. Manfron (Curitiba, 23.07.1952–)             | Partido Trabalhista Brasileiro (PTB)               | 8.401  | 0,99 | 4º mandato  |
| 21 | Marcelo Beltrão de Almeida                                             | Partido do Movimento Democrático Brasileiro (PMDB) | 7.939  | 0,93 | 2º mandato  |
| 22 | Julieta Reis (Curitiba, 29.08.1947–)                                   | Partido da Frente Liberal (PFL)                    | 7.923  | 0,93 | 2º mandato  |
| 23 | Elias Vidal (Cerro Azul, 22.06.1937–)                                  | Partido da Social Democracia Brasileira (PSDB)     | 7.472  | 0,88 | 2º mandato  |
| 24 | Geraldo Claito Bobato (Curitiba, 05.12.1943–)                          | Partido da Frente Liberal (PFL)                    | 7.430  | 0,87 | 3º mandato  |
| 25 | Natálio Stica, Estica (Lapa, 25.12.1952–)                              | Partido dos Trabalhadores (PT)                     | 7.224  | 0,85 | 3º mandato  |
| 26 | Celso Torquato (Rio do Sul, 17.10.1945–)                               | Partido do Movimento Democrático Brasileiro (PMDB) | 6.516  | 0,77 | 3º mandato  |
| 27 | Antônio Tadeu Veneri                                                   | Partido dos Trabalhadores (PT)                     | 6.150  | 0,72 | 2º mandato  |
| 28 | Jorge Luiz Bernardi (Herval d'Oeste, 08.03.1956–)                      | Partido Democrático Trabalhista (PDT)              | 5.996  | 0,70 | 5º mandato  |
| 29 | José Aparecido Alves, Jota Pê (Pirapozinho, 01.10.1957–)               | Partido Socialista Brasileiro (PSB)                | 5.832  | 0,69 | 4º mandato  |
| 30 | Adenival Alves Gomes (Caputira, 14.11.1952–)                           | Partido dos Trabalhadores (PT)                     | 5.809  | 0,68 | 1º mandato  |
| 31 | Clair da Flora Martins                                                 | Partido dos Trabalhadores (PT)                     | 5.807  | 0,68 | 1º mandato  |
| 32 | Paulo Salamuni (Curitiba, 10.10.1983–)                                 | Partido do Movimento Democrático Brasileiro (PMDB) | 5.211  | 0,61 | 2º mandato  |
| 33 | André Franco de Oliveira Passos (Curitiba, 10.06.1972–)                | Partido dos Trabalhadores (PT)                     | 4.203  | 0,49 | 1º mandato  |
| 34 | Ângelo Batista, da Farmácia (Mandaguari, 31.01.1949–)                  | Partido Democrático Trabalhista (PDT)              | 4.034  | 0,47 | 1º mandato  |
| 35 | Antônio Osório Bueno dos Santos (Curitiba, 05.10.1973–)                | Partido Social Liberal (PSL)                       | 3.251  | 0,38 | 1º mandato  |

## 12ª Legislatura (1997–2000)
Estes são os vereadores eleitos nas eleições de 3 de outubro de 1996, pelo período de 1° de janeiro de 1997 a 31 de dezembro de 2000:
|    | Nome                                                                          | Partido                                            | Votos  | %    | Observações |
| -- | ----------------------------------------------------------------------------- | -------------------------------------------------- | ------ | ---- | ----------- |
| 1  | Iris Xavier Simões (Pato Branco, 25.05.1961–)                                 | Partido da Social Democracia Brasileira (PSDB)     | 26.230 | 3,64 | 2º mandato  |
| 2  | Aparecido Custódio da Silva (Curitiba, 01.04.1957–)                           | Partido Democrático Trabalhista (PDT)              | 16.948 | 2,35 | 2º mandato  |
| 3  | Mauro Rafael Moraes e Silva                                                   | Partido da Social Democracia Brasileira (PSDB)     | 11.215 | 1,56 | 4º mandato  |
| 4  | Jairo Marcelino da Silva (Curitiba, 18.07.1943–)                              | Partido Democrático Trabalhista (PDT)              | 10.733 | 1,49 | 4º mandato  |
| 5  | Ehden Abib (Curitiba] 10.09.1949–)                                            | Partido Trabalhista Brasileiro (PTB)               | 9.017  | 1,25 | 1º mandato  |
| 6  | Ailton Cardozo de Araújo (Campina Grande do Sul, 11.05.1942–)                 | Partido do Movimento Democrático Brasileiro (PMDB) | 8.872  | 1,23 | 3º mandato  |
| 7  | Aldemir João Manfron (Curitiba, 23.07.1952–)                                  | Partido Trabalhista Brasileiro (PTB)               | 8.827  | 1,23 | 3º mandato  |
| 8  | Jair Cezar de Oliveira (Londrina, 05.11.1939–)                                | Partido Democrático Trabalhista (PDT)              | 8.629  | 1,20 | 3º mandato  |
| 9  | Mário Celso Puglielli da Cunha (Curitiba, 17.07.1946–)                        | Partido da Social Democracia Brasileira (PSDB)     | 8.481  | 1,18 | 4º mandato  |
| 10 | Rui Kiyoshi Hara (Curitiba, 27.09.1952–)                                      | Partido Democrático Trabalhista (PDT)              | 8.402  | 1,17 | 1º mandato  |
| 11 | Carlos Bortolletto (Rolândia, 23.07.1951–Curitiba, 20.03.2006)                | Partido da Frente Liberal (PFL)                    | 8.013  | 1,11 | 1º mandato  |
| 12 | Renato Luiz Idiarte Loss (Porto Alegre, 04.06.1958–)                          | Partido da Social Democracia Brasileira (PSDB)     | 7.833  | 1,09 | 1º mandato  |
| 13 | Tito Zeglin (Mandirituba, 11.01.1954–)                                        | Partido Trabalhista Brasileiro (PTB)               | 7.623  | 1,06 | 4º mandato  |
| 14 | Osmar Stuart Bertoldi                                                         | Partido Progressista Brasileiro (PPB)              | 7.442  | 1,03 | 2º mandato  |
| 15 | João Cláudio Derosso (1997–2000)                                              | Partido Democrático Trabalhista (PDT)              | 7.416  | 1,03 | 3º mandato  |
| 16 | Jorge Luiz Bernardi (Herval d'Oeste, 08.03.1956–)                             | Partido Democrático Trabalhista (PDT)              | 7.231  | 1,00 | 4º mandato  |
| 17 | José Aparecido Alves (Pirapozinho, 01.10.1957–)                               | Partido Democrático Trabalhista (PDT)              | 7.026  | 0,98 | 3º mandato  |
| 18 | Ney Leprevost Neto                                                            | Partido Progressista Brasileiro (PPB)              | 6.527  | 0,91 | 1º mandato  |
| 19 | José Gorski (Curitiba, 26.03.1934–)                                           | Partido Democrático Trabalhista (PDT)              | 6.355  | 0,88 | 6º mandato  |
| 20 | Geraldo Atsumi Yamada (Curitiba, 27.01.1955–)                                 | Partido Trabalhista Brasileiro (PTB)               | 5.904  | 0,82 | 3º mandato  |
| 21 | Jorge Miguel Samek                                                            | Partido dos Trabalhadores (PT)                     | 5.859  | 0,81 | 3º mandato  |
| 22 | Celso Torquato (Rio do Sul, 17.10.1945–)                                      | Partido do Movimento Democrático Brasileiro (PMDB) | 5.821  | 0,81 | 2º mandato  |
| 23 | José Roberto Sandoval (Cuiabá, 15.08.1949–)                                   | Partido Progressista Brasileiro (PPB)              | 5.436  | 0,75 | 2º mandato  |
| 24 | Luís Ernesto Alves Pereira (Curitiba, 29.11.1942–Curitiba, 06.03.2019)        | Partido da Social Democracia Brasileira (PSDB)     | 5.424  | 0,75 | 2º mandato  |
| 25 | Dino José Bronze de Almeida (São Francisco do Sul, 1937–Curitiba, 25.04.2001) | Partido da Frente Liberal (PFL)                    | 5.405  | 0,75 | 1º mandato  |
| 26 | Natálio Stica (Lapa, 25.12.1952–)                                             | Partido dos Trabalhadores (PT)                     | 5.139  | 0,71 | 2º mandato  |
| 27 | Julieta Reis (Curitiba, 29.08.1947–)                                          | Partido da Frente Liberal (PFL)                    | 5.123  | 0,71 | 1º mandato  |
| 28 | Bernardino Barreto de Oliveira (Rio de Janeiro, 15.04.1957–)                  | Partido da Frente Liberal (PFL)                    | 4.967  | 0,69 | 1º mandato  |
| 29 | Elias Vidal (Cerro Azul, 22.06.1937–)                                         | Partido Progressista Brasileiro (PPB)              | 4.893  | 0,68 | 1º mandato  |
| 30 | Gustavo Bonato Fruet                                                          | Partido do Movimento Democrático Brasileiro (PMDB) | 4.770  | 0,66 | 1º mandato  |
| 31 | Sabino Picolo (Francisco Beltrão, 10.12.1950–)                                | Partido Progressista Brasileiro (PPB)              | 4.627  | 0,64 | 1º mandato  |
| 32 | Paulo Frote (Ibaiti, 03.05.1957–)                                             | Partido do Movimento Democrático Brasileiro (PMDB) | 4.522  | 0,63 | 1º mandato  |
| 33 | Nely Lídia Valente Almeida (Bom Retiro, 03.03.1935–Curitiba, 29.10.2012)      | Partido da Social Democracia Brasileira (PSDB)     | 4.511  | 0,63 | 3º mandato  |
| 34 | Antônio Borges dos Reis (Blumenau, 21.04.1958–)                               | Partido da Social Democracia Brasileira (PSDB)     | 4.464  | 0,62 | 2º mandato  |
| 35 | Antônio Tadeu Veneri                                                          | Partido dos Trabalhadores (PT)                     | 4.075  | 0,57 | 1º mandato  |

## 11ª Legislatura (1993–1996)
Estes são os vereadores eleitos nas eleições de 3 de outubro de 1992, pelo período de 1° de janeiro de 1993 a 31 de dezembro de 1996:
|    | Nome                                                                     | Partido                                            | Votos | Observações |
| -- | ------------------------------------------------------------------------ | -------------------------------------------------- | ----- | ----------- |
| 1  | Iris Xavier Simões (1995–1996) (Pato Branco, 25.05.1961–)                | Partido Liberal (PL)                               | 8.770 | 1º mandato  |
| 2  | Horácio Rodrigues Sobrinho                                               | Partido Liberal (PL)                               | 6.725 | 4º mandato  |
| 3  | Jairo Marcelino da Silva (Curitiba, 18.07.1943–)                         | Partido Democrático Trabalhista (PDT)              | 6.617 | 3º mandato  |
| 4  | João Cláudio Derosso                                                     | Partido Democrático Trabalhista (PDT)              | 6.499 | 2º mandato  |
| 5  | Jair Cezar de Oliveira (Londrina, 05.11.1939–)                           | Partido Democrático Trabalhista (PDT)              | 6.462 | 2º mandato  |
| 6  | Aldemir João Manfron (Curitiba, 23.07.1952–)                             | Partido Trabalhista Brasileiro (PTB)               | 6.374 | 2º mandato  |
| 7  | Ailton Cardozo de Araújo (Campina Grande do Sul, 11.05.1942–)            | Partido do Movimento Democrático Brasileiro (PMDB) | 5.698 | 2º mandato  |
| 8  | Nely Lídia Valente Almeida (Bom Retiro, 03.03.1935–Curitiba, 29.10.2012) | Partido da Social Democracia Brasileira (PSDB)     | 5.535 | 2º mandato  |
| 9  | Geraldo Claito Bobato (Curitiba, 05.12.1943–)                            | Partido Trabalhista Brasileiro (PTB)               | 4.679 | 2º mandato  |
| 10 | Marcos Valente Isfer (Curitiba, 03.10.1955–)                             | Partido da Frente Liberal (PFL)                    | 4.438 | 2º mandato  |
| 11 | José Gorski (Curitiba, 26.03.1934–)                                      | Partido Democrático Trabalhista (PDT)              | 4.414 | 5º mandato  |
| 12 | Mário Celso Puglielli da Cunha (1993–1994) (Curitiba, 17.07.1946–)       | Partido Liberal (PL)                               | 4.378 | 3º mandato  |
| 13 | Júlio Hideo Ando (Bandeirantes, 06.03.1943–)                             | Partido Democrático Trabalhista (PDT)              | 4.356 | 2º mandato  |
| 14 | Rosa Maria Chiamulera (Joaçaba, 25.02.1946–)                             | Partido Democrático Trabalhista (PDT)              | 4.158 | 3º mandato  |
| 15 | Tito Zeglin (Mandirituba, 11.01.1954–)                                   | Partido Trabalhista Brasileiro (PTB)               | 4.088 | 3º mandato  |
| 16 | Geraldo Atsumi Yamada (Curitiba, 27.01.1955–)                            | Partido Trabalhista Brasileiro (PTB)               | 4.023 | 2º mandato  |
| 17 | César Augusto Seleme Kehrig (Ituporanga, 13.03.1947–)                    | Partido Liberal (PL)                               | 4.004 | 2º mandato  |
| 18 | Jorge Miguel Samek                                                       | Partido dos Trabalhadores (PT)                     | 3.599 | 2º mandato  |
| 19 | José Aparecido Alves (Pirapozinho, 01.10.1957–)                          | Partido Democrático Trabalhista (PDT)              | 3.444 | 2º mandato  |
| 20 | Jorge Luiz Bernardi (Herval d'Oeste, 08.03.1956–)                        | Partido Democrático Trabalhista (PDT)              | 3.391 | 3º mandato  |
| 21 | Marcelo Beltrão de Almeida                                               | Partido Trabalhista Brasileiro (PTB)               | 3.303 | 1º mandato  |
| 22 | Luiz Roberto Accorsi Motta (Ariranha, 27.09.1949–)                       | Partido do Movimento Democrático Brasileiro (PMDB) | 3.253 | 1º mandato  |
| 23 | Aparecido Custódio da Silva (Curitiba, 01.04.1957–)                      | Partido Social Trabalhista (PST)                   | 2.995 | 1º mandato  |
| 24 | Ângelo Carlos Vanhoni                                                    | Partido dos Trabalhadores (PT)                     | 2.931 | 2º mandato  |
| 25 | Natálio Stica (Lapa, 25.12.1952–)                                        | Partido dos Trabalhadores (PT)                     | 2.764 | 1º mandato  |
| 26 | Paulo Salamuni (Curitiba, 10.10.1983–)                                   | Partido do Movimento Democrático Brasileiro (PMDB) | 2.643 | 1º mandato  |
| 27 | Josias Lacour (Loanda, 22.05.1958–)                                      | Partido da Frente Liberal (PFL)                    | 2.624 | 1º mandato  |
| 28 | Osmar Stuart Bertoldi                                                    | Partido Liberal (PL)                               | 2.604 | 1º mandato  |
| 29 | Mauro Rafael Moraes e Silva                                              | Partido da Reconstrução Nacional (PRN)             | 2.395 | 3º mandato  |
| 30 | Fabiano Braga Cortes Júnior (Curitiba, 26.09.1958–)                      | Partido da Frente Liberal (PFL)                    | 2.345 | 2º mandato  |
| 31 | Celso Torquato (Rio do Sul, 17.10.1945–)                                 | Partido do Movimento Democrático Brasileiro (PMDB) | 2.275 | 1º mandato  |
| 32 | Antônio Borges dos Reis (Blumenau, 21.04.1958–)                          | Partido da Social Democracia Brasileira (PSDB)     | 2.121 | 1º mandato  |
| 33 | José Roberto Sandoval (Cuiabá, 15.08.1949–)                              | Partido Social Trabalhista (PST)                   | 1.448 | 1º mandato  |

## 10ª Legislatura (1989–1992)
Estes são os vereadores eleitos nas eleições de 15 de novembro de 1988, pelo período de 1° de janeiro de 1989 a 31 de dezembro de 1992:
|    | Nome                                                                        | Partido                                            | Votos  | Observações |
| -- | --------------------------------------------------------------------------- | -------------------------------------------------- | ------ | ----------- |
| 1  | Luiz Carlos Martins Gonçalves (Bilac, 07.07.1949–)                          | Partido do Movimento Democrático Brasileiro (PMDB) | 13.615 | 1º mandato  |
| 2  | Carlos Xavier Simões (Verê, 17.10.1958–)                                    | Partido do Movimento Democrático Brasileiro (PMDB) | 12.048 | 1º mandato  |
| 3  | Carlos Roberto Massa                                                        | Partido do Movimento Democrático Brasileiro (PMDB) | 7.266  | 1º mandato  |
| 4  | Jorge Miguel Samek                                                          | Partido do Movimento Democrático Brasileiro (PMDB) | 5.923  | 1º mandato  |
| 5  | Nely Lídia Valente de Almeida (Bom Retiro, 03.03.1935–Curitiba, 29.10.2012) | Partido do Movimento Democrático Brasileiro (PMDB) | 5.391  | 1º mandato  |
| 6  | Mauro Rafael Moraes e Silva                                                 | Partido do Movimento Democrático Brasileiro (PMDB) | 5.197  | 2º mandato  |
| 7  | Lais Peretti Gurtensten (Curitiba, 18.07.1943–)                             | Partido do Movimento Democrático Brasileiro (PMDB) | 4.767  | 1º mandato  |
| 8  | Geraldo Claito Bobato (Curitiba, 05.12.1943–)                               | Partido Trabalhista Brasileiro (PTB)               | 4.714  | 1º mandato  |
| 9  | Hidekazu Takayama                                                           | Partido do Movimento Democrático Brasileiro (PMDB) | 4.669  | 1º mandato  |
| 10 | Florisvaldo Fier                                                            | Partido dos Trabalhadores (PT)                     | 4.441  | 1º mandato  |
| 11 | Sílvio Miranda (Curitiba, 27.10.1957–)                                      | Partido dos Trabalhadores (PT)                     | 4.235  | 1º mandato  |
| 12 | Jonatas Pirkiel (Curitiba, 01.02.1959–)                                     | Partido do Movimento Democrático Brasileiro (PMDB) | 4.167  | 1º mandato  |
| 13 | Ailton Cardozo de Araújo (Campina Grande do Sul, 11.05.1942–)               | Partido do Movimento Democrático Brasileiro (PMDB) | 4.131  | 1º mandato  |
| 14 | Jairo Marcelino da Silva (Curitiba, 18.07.1943–)                            | Partido Liberal (PL)                               | 3.866  | 2º mandato  |
| 15 | Luís Ernesto Alves Pereira (Curitiba, 29.11.1942–Curitiba, 06.03.2019)      | Partido do Movimento Democrático Brasileiro (PMDB) | 3.818  | 1º mandato  |
| 16 | Jorge Luiz Bernardi (1989–1990) (Herval d'Oeste, 08.03.1956–)               | Partido Democrático Trabalhista (PDT)              | 3.754  | 2º mandato  |
| 17 | Marcos Valente Isfer (Curitiba, 03.10.1955–)                                | Partido da Frente Liberal (PFL)                    | 3.586  | 1º mandato  |
| 18 | José Gorski (Curitiba, 26.03.1934–)                                         | Partido Democrático Trabalhista (PDT)              | 3.510  | 4º mandato  |
| 19 | Fabiano Braga Cortes Júnior (Curitiba, 26.09.1958–)                         | Partido da Frente Liberal (PFL)                    | 3.497  | 1º mandato  |
| 20 | Paulino Pastre (Curitiba, 01.04.1957–)                                      | Partido Democrático Trabalhista (PDT)              | 3.492  | 1º mandato  |
| 21 | João Cláudio Derosso                                                        | Partido Liberal (PL)                               | 3.487  | 1º mandato  |
| 22 | Ângelo Carlos Vanhoni                                                       | Partido dos Trabalhadores (PT)                     | 3.470  | 1º mandato  |
| 23 | Mário Celso Puglielli da Cunha (Curitiba, 17.07.1946–)                      | Partido do Movimento Democrático Brasileiro (PMDB) | 3.330  | 2º mandato  |
| 24 | Geraldo Atsumi Yamada (Curitiba, 27.01.1955–)                               | Partido Trabalhista Brasileiro (PTB)               | 3.315  | 1º mandato  |
| 25 | Horácio Rodrigues Sobrinho (1991–1992)                                      | Partido Liberal (PL)                               | 3.254  | 3º mandato  |
| 26 | José Aparecido Alves (Pirapozinho, 01.10.1957–)                             | Partido Democrático Trabalhista (PDT)              | 3.241  | 1º mandato  |
| 27 | Júlio Hideo Ando (Bandeirantes, 06.03.1943–)                                | Partido da Frente Liberal (PFL)                    | 3.138  | 1º mandato  |
| 28 | Aldemir João Manfron (Curitiba, 23.07.1952–)                                | Partido Trabalhista Brasileiro (PTB)               | 3.075  | 1º mandato  |
| 29 | César Augusto Seleme Kehrig (Ituporanga, 13.03.1947–)                       | Partido Liberal (PL)                               | 3.052  | 1º mandato  |
| 30 | Rosa Maria Chiamulera (Joaçaba, 25.02.1946–)                                | Partido Trabalhista Brasileiro (PTB)               | 2.770  | 2º mandato  |
| 31 | Tito Zeglin (Mandirituba, 11.01.1954–)                                      | Partido Trabalhista Brasileiro (PTB)               | 2.699  | 2º mandato  |
| 32 | Jair Cezar de Oliveira (Londrina, 05.11.1939–)                              | Partido Democrático Trabalhista (PDT)              | 1.807  | 1º mandato  |
| 33 | Edson Antonio Muhlmann (Curitiba, 16.12.1948–Peruíbe, 16.02.2021)           | Partido Democrático Trabalhista (PDT)              | 1.716  | 2º mandato  |

## 9ª Legislatura (1983–1988)
Estes são os vereadores eleitos nas eleições de 15 de novembro de 1982:
|    | Nome                                                                       | Partido                                            | Votos  | Observações |
| -- | -------------------------------------------------------------------------- | -------------------------------------------------- | ------ | ----------- |
| 1  | Algaci Ormario Tulio (Rio Branco do Sul, 08.12.1940– Curitiba, 13.01.2021) | Partido Democrático Social (PDS)                   | 11.683 | 1º mandato  |
| 2  | Moacir Tosin (1983–1984) (Colombo, 24.01.1941–Curitiba, 01.08.2017)        | Partido do Movimento Democrático Brasileiro (PMDB) | 8.768  | 1º mandato  |
| 3  | José Maria de Paula Correia (Curitiba, 01.08.1948–)                        | Partido do Movimento Democrático Brasileiro (PMDB) | 8.154  | 1º mandato  |
| 4  | Rubens Antônio Alves (São Pedro do Turvo, 26.04.1939–)                     | Partido do Movimento Democrático Brasileiro (PMDB) | 7.999  | 1º mandato  |
| 5  | Waldir Rocha D'Angelis (Jacarezinho, 12.01.1952–)                          | Partido do Movimento Democrático Brasileiro (PMDB) | 6.865  | 1º mandato  |
| 6  | Mauro Rafael Moraes e Silva                                                | Partido do Movimento Democrático Brasileiro (PMDB) | 6.744  | 1º mandato  |
| 7  | Luiz Gil de Leão Filho (Curitiba, 07.12.1935–Curitiba, 14.10.2018)         | Partido do Movimento Democrático Brasileiro (PMDB) | 6.558  | 2º mandato  |
| 8  | Alípio Santos Leal Neto (Curitiba, 20.01.1953–)                            | Partido do Movimento Democrático Brasileiro (PMDB) | 6.515  | 1º mandato  |
| 9  | Tito Zeglin (Mandirituba, 11.01.1954–)                                     | Partido do Movimento Democrático Brasileiro (PMDB) | 6.485  | 1º mandato  |
| 10 | Aziz Abdalla Domingos (Rio Azul, 23.09.1944–18.03.1993)                    | Partido do Movimento Democrático Brasileiro (PMDB) | 6.374  | 1º mandato  |
| 11 | João Derosso (Curitiba, 26.08.1928–04.08.2017)                             | Partido Democrático Social (PDS)                   | 6.099  | 5º mandato  |
| 12 | Hasiel da Silva Pereira Filho (Salvador, 15.06.1948–)                      | Partido do Movimento Democrático Brasileiro (PMDB) | 5.537  | 1º mandato  |
| 13 | Rosa Maria Chiamulera (Joaçaba, 25.02.1946–)                               | Partido Democrático Social (PDS)                   | 5.444  | 1º mandato  |
| 14 | Ivan Ribas (Curitiba, 02.01.1938–)                                         | Partido do Movimento Democrático Brasileiro (PMDB) | 5.404  | 2º mandato  |
| 15 | Ivanir Ivay Stival (Curitiba, 16.07.1939–)                                 | Partido Democrático Social (PDS)                   | 5.205  | 3º mandato  |
| 16 | Rafael Valdomiro Greca de Macedo                                           | Partido Democrático Social (PDS)                   | 5.024  | 1º mandato  |
| 17 | Lauro de Carvalho Chaves (Curitiba, 06.01.1920–20.10.2003)                 | Partido do Movimento Democrático Brasileiro (PMDB) | 5.017  | 2º mandato  |
| 18 | José Gorski (Curitiba, 26.03.1934–)                                        | Partido Democrático Social (PDS)                   | 4.972  | 3º mandato  |
| 19 | Santiago Losso (Curitiba, 30.09.1953–)                                     | Partido Democrático Social (PDS)                   | 4.970  | 2º mandato  |
| 20 | Emílio Mauro Barbosa (Londrina, 12.04.1941–Curitiba, 22.04.2012)           | Partido do Movimento Democrático Brasileiro (PMDB) | 4.940  | 1º mandato  |
| 21 | Jorge Luiz Bernardi (Herval d'Oeste, 08.03.1956–)                          | Partido do Movimento Democrático Brasileiro (PMDB) | 4.849  | 1º mandato  |
| 22 | Jefferson Weigert Wanderley (Curitiba, 06.03.1933–27.05.2021)              | Partido Democrático Social (PDS)                   | 4.596  | 2º mandato  |
| 23 | Neivo Antonio Beraldim (Erechim, 22.12.1951–)                              | Partido do Movimento Democrático Brasileiro (PMDB) | 4.523  | 1º mandato  |
| 24 | Sidgley Antonio Claudino (Agudos do Sul, 09.06.1943–)                      | Partido do Movimento Democrático Brasileiro (PMDB) | 4.432  | 1º mandato  |
| 25 | Sady Ricardo dos Santos Netto (Curitiba, 18.08.1957–)                      | Partido do Movimento Democrático Brasileiro (PMDB) | 4.296  | 1º mandato  |
| 26 | Horácio Rodrigues Sobrinho (1985–1988)                                     | Partido do Movimento Democrático Brasileiro (PMDB) | 4.268  | 2º mandato  |
| 27 | José Severino Silva Felinto (Aracaju, 12.07.1952–)                         | Partido do Movimento Democrático Brasileiro (PMDB) | 4.186  | 1º mandato  |
| 28 | Marlene Zanin (Urussanga, 11.09.1955–)                                     | Partido do Movimento Democrático Brasileiro (PMDB) | 4.057  | 1º mandato  |
| 29 | Jairo Marcelino da Silva (Curitiba, 18.07.1943–)                           | Partido Democrático Social (PDS)                   | 4.042  | 1º mandato  |
| 30 | Wenceslau Svoboda (Araucária, 10.10.1936–)                                 | Partido do Movimento Democrático Brasileiro (PMDB) | 4.026  | 1º mandato  |
| 31 | Edson Antonio Muhlmann (Curitiba, 16.12.1948–Peruíbe, 16.02.2021)          | Partido do Movimento Democrático Brasileiro (PMDB) | 3.988  | 1º mandato  |
| 32 | Luiz Carlos Betenheuser (Ortigueira, 02.12.1933–Curitiba, 06.08.2022)      | Partido Democrático Social (PDS)                   | 3.962  | 1º mandato  |
| 33 | João Queiroz Maciel (Piraí do Sul, 01.01.1924–Curitiba, 23.05.2008)        | Partido Democrático Social (PDS)                   | 3.900  | 3º mandato  |

## 8ª Legislatura (1977–1982)
Estes são os vereador]s eleitos nas eleições de 15 de novembro de 1976:
|    | Nome                                                                      | Partido                                | Votos  | Observações |
| -- | ------------------------------------------------------------------------- | -------------------------------------- | ------ | ----------- |
| 1  | Amadeu Luiz de Mio Geara (Curitiba, 20.04.1940–)                          | Movimento Democrático Brasileiro (MDB) | 10.241 | 2º mandato  |
| 2  | João Derosso (Curitiba, 26.08.1928–04.08.2017)                            | Aliança Renovadora Nacional (ARENA)    | 9.358  | 4º mandato  |
| 3  | Airton Ravaglio Cordeiro                                                  | Aliança Renovadora Nacional (ARENA)    | 8.387  | 1º mandato  |
| 4  | Donato Gulin (1979–1980) (Curitiba, 16.05.1944–)                          | Aliança Renovadora Nacional (ARENA)    | 7.900  | 2º mandato  |
| 5  | Ivan Ribas (Curitiba, 02.01.1938–)                                        | Movimento Democrático Brasileiro (MDB) | 7.747  | 1º mandato  |
| 6  | José Domingos Borges Teixeira (Curitiba, 19.01.1943–)                     | Aliança Renovadora Nacional (ARENA)    | 6.922  | 1º mandato  |
| 7  | Jefferson Weigert Wanderley (Curitiba, 06.03.1933–27.05.2021)             | Aliança Renovadora Nacional (ARENA)    | 6.784  | 1º mandato  |
| 8  | Santiago Losso (Curitiba, 30.09.1953–)                                    | Aliança Renovadora Nacional (ARENA)    | 5.879  | 1º mandato  |
| 9  | Luiz Gil de Leão Filho (Curitiba, 07.12.1935–Curitiba, 14.10.2018)        | Aliança Renovadora Nacional (ARENA)    | 5.601  | 1º mandato  |
| 10 | João Queiroz Maciel (Piraí do Sul, 01.01.1924–Curitiba, 23.05.2008)       | Aliança Renovadora Nacional (ARENA)    | 5.463  | 2º mandato  |
| 11 | Adhail Sprenger Passos (Guarapuava, 12.02.1924–Curitiba, 19.12.2003)      | Movimento Democrático Brasileiro (MDB) | 5.216  | 3º mandato  |
| 12 | Ivanir Ivay Stival (Curitiba, 16.07.1939–)                                | Aliança Renovadora Nacional (ARENA)    | 5.175  | 2º mandato  |
| 13 | Cleinton Caldeira (Curitiba, 28.07.1943–)                                 | Movimento Democrático Brasileiro (MDB) | 4.700  | 1º mandato  |
| 14 | José Gorski (Curitiba, 26.03.1934–)                                       | Aliança Renovadora Nacional (ARENA)    | 4.658  | 2º mandato  |
| 15 | Admar Bertolli (Morretes, 10.03.1933–Ponta Grossa, 26.04.2003)            | Movimento Democrático Brasileiro (MDB) | 4.620  | 3º mandato  |
| 16 | Luiz Fernando Corrêa Küster (Curitiba, 19.11.1927–)                       | Aliança Renovadora Nacional (ARENA)    | 4.374  | 1º mandato  |
| 17 | Everaldo Silva (??, 18.02.1940–Curitiba, 04.05.2014)                      | Movimento Democrático Brasileiro (MDB) | 4.321  | 1º mandato  |
| 18 | Mário Celso Puglielli da Cunha (Curitiba, 17.07.1946–)                    | Movimento Democrático Brasileiro (MDB) | 4.294  | 1º mandato  |
| 19 | João Batista Alberto Gnoato (1977–1978) (Curitiba, 22.11.1915–05.06.2006) | Aliança Renovadora Nacional (ARENA)    | 3.919  | 3º mandato  |
| 20 | Antonio Lubomir Marchalek (??, 12.06.1938–Curitiba, 16.08.2007)           | Movimento Democrático Brasileiro (MDB) | 3.709  | 1º mandato  |
| 21 | Lauro de Carvalho Chaves (Curitiba, 06.01.1920–20.10.2003)                | Movimento Democrático Brasileiro (MDB) | 3.704  | 1º mandato  |

## 7ª Legislatura (1973–1976)
Estes são os vereadores eleitos nas eleições de 15 de novembro de 1972:
|    | Nome                                                                               | Partido                                | Votos  | Observações |
| -- | ---------------------------------------------------------------------------------- | -------------------------------------- | ------ | ----------- |
| 1  | Ezequias Losso (Guarapuava, 07.06.1944–)                                           | Aliança Renovadora Nacional (ARENA)    | 11.327 | 2º mandato  |
| 2  | João Derosso (Curitiba, 26.08.1928–04.08.2017)                                     | Aliança Renovadora Nacional (ARENA)    | 10.587 | 3º mandato  |
| 3  | Edgar Felipe Dantas Pimentel (1973–1974) (Castro, 31.05.1932–Curitiba, 14.05.1990) | Aliança Renovadora Nacional (ARENA)    | 9.151  | 2º mandato  |
| 4  | Donato Gulin (1975–1976) (Curitiba, 16.05.1944–)                                   | Aliança Renovadora Nacional (ARENA)    | 8.361  | 1º mandato  |
| 5  | Enéas Eugênio Pereira Faria                                                        | Movimento Democrático Brasileiro (MDB) | 8.119  | 2º mandato  |
| 6  | Ivanir Ivay Stival (Curitiba, 16.07.1939–)                                         | Aliança Renovadora Nacional (ARENA)    | 7.195  | 1º mandato  |
| 7  | Ruy Carneiro Teixeira (Jaguariaíva, 21.11.1936–)                                   | Aliança Renovadora Nacional (ARENA)    | 6.081  | 1º mandato  |
| 8  | Alvim Jareski (Curitiba, 21.09.1918–15.09.1991)                                    | Aliança Renovadora Nacional (ARENA)    | 5.798  | 2º mandato  |
| 9  | Manoel Cursino Dias Paredes (Irati, 04.02.1918–03.12.1989)                         | Aliança Renovadora Nacional (ARENA)    | 5.221  | 2º mandato  |
| 10 | Eugênio Bim (Curitiba, 18.03.1931–06.06.2023)                                      | Aliança Renovadora Nacional (ARENA)    | 5.206  | 2º mandato  |
| 11 | Alexandre Sferelli (??, 01.08.1925–19.06.1989)                                     | Aliança Renovadora Nacional (ARENA)    | 4.940  | 1º mandato  |
| 12 | João Batista Alberto Gnoato (Curitiba, 22.11.1915–05.06.2006)                      | Aliança Renovadora Nacional (ARENA)    | 4.938  | 2º mandato  |
| 13 | João Queiroz Maciel (Piraí do Sul, 01.01.1924–Curitiba, 23.05.2008)                | Aliança Renovadora Nacional (ARENA)    | 4.923  | 1º mandato  |
| 14 | Admar Bertolli (Morretes, 10.03.1933–Ponta Grossa, 26.04.2003)                     | Movimento Democrático Brasileiro (MDB) | 4.645  | 2º mandato  |
| 15 | José Gorski (Curitiba, 26.03.1934–)                                                | Aliança Renovadora Nacional (ARENA)    | 4.448  | 1º mandato  |
| 16 | Menotti Caprilhone (Curitiba, 10.09.1914–1987)                                     | Aliança Renovadora Nacional (ARENA)    | 4.442  | 6º mandato  |
| 17 | Adhail Sprenger Passos (Guarapuava, 12.02.1924–Curitiba, 19.12.2003)               | Movimento Democrático Brasileiro (MDB) | 4.400  | 2º mandato  |
| 18 | Oatre Brambilla (São Paulo, 26.06.1925–)                                           | Aliança Renovadora Nacional (ARENA)    | 3.981  | 2º mandato  |
| 19 | Amadeu Luiz de Mio Geara (Curitiba, 20.04.1940–)                                   | Movimento Democrático Brasileiro (MDB) | 3.507  | 1º mandato  |
| 20 | Adalberto Daros (Curitiba, 29.09.1944–)                                            | Movimento Democrático Brasileiro (MDB) | 3.505  | 2º mandato  |
| 21 | Arlindo Ribas de Oliveira (Curitiba, 10.01.1915–05.03.2001)                        | Movimento Democrático Brasileiro (MDB) | 3.121  | 5º mandato  |

## 6ª Legislatura (1969–1972)
Estes são os vereadores eleitos nas eleições de 15 de novembro de 1968:
|    | Nome                                                                               | Partido                                | Votos | Observações |
| -- | ---------------------------------------------------------------------------------- | -------------------------------------- | ----- | ----------- |
| 1  | João Derosso (Curitiba, 26.08.1928–04.08.2017)                                     | Aliança Renovadora Nacional (ARENA)    | 8.455 | 2º mandato  |
| 2  | Acyr Hafez José (1969) (Curitiba, 02.03.1933–19.12.1971)                           | Aliança Renovadora Nacional (ARENA)    | 7.777 | 2º mandato  |
| 3  | Ezequias Losso (Guarapuava, 07.06.1944–)                                           | Aliança Renovadora Nacional (ARENA)    | 5.899 | 1º mandato  |
| 4  | Adhail Sprenger Passos (Guarapuava, 12.02.1924–Curitiba, 19.12.2003)               | Movimento Democrático Brasileiro (MDB) | 5.782 | 1º mandato  |
| 5  | Maurício Roslindo Fruet                                                            | Movimento Democrático Brasileiro (MDB) | 4.742 | 1º mandato  |
| 6  | Enéas Eugênio Pereira Faria                                                        | Movimento Democrático Brasileiro (MDB) | 4.123 | 1º mandato  |
| 7  | João Batista Alberto Gnoato (Curitiba, 22.11.1915–05.06.2006)                      | Aliança Renovadora Nacional (ARENA)    | 3.703 | 1º mandato  |
| 8  | João Mauro Lothário Pereira Bettega (Curitiba, 05.06.1932–12.10.2016)              | Aliança Renovadora Nacional (ARENA)    | 3.702 | 1º mandato  |
| 9  | Oatre Brambilla (São Paulo, 26.06.1925–)                                           | Aliança Renovadora Nacional (ARENA)    | 3.702 | 1º mandato  |
| 10 | Adalberto Daros (Curitiba, 29.09.1944–)                                            | Movimento Democrático Brasileiro (MDB) | 3.453 | 1º mandato  |
| 11 | Sydnei Lima Santos (Rio de Janeiro, 28.08.1925–Curitiba, 18.11.2001)               | Aliança Renovadora Nacional (ARENA)    | 3.349 | 1º mandato  |
| 12 | Menotti Caprilhone (Curitiba, 10.09.1914–1987)                                     | Aliança Renovadora Nacional (ARENA)    | 3.101 | 5º mandato  |
| 13 | Elias Jorge (Campo Largo, 09.05.1923–03.11.1994)                                   | Aliança Renovadora Nacional (ARENA)    | 2.879 | 2º mandato  |
| 14 | Arlindo Ribas de Oliveira (Curitiba, 10.01.1915–05.03.2001)                        | Movimento Democrático Brasileiro (MDB) | 2.870 | 4º mandato  |
| 15 | Aroldi Armstrong (Palmeira, 12.08.1923–14.04.2005)                                 | Movimento Democrático Brasileiro (MDB) | 2.758 | 1º mandato  |
| 16 | Nobutero Matsuda (Lins, 15.07.1928–)                                               | Aliança Renovadora Nacional (ARENA)    | 2.722 | 1º mandato  |
| 17 | Edgar Felipe Dantas Pimentel (1970–1972) (Castro, 31.05.1932–Curitiba, 14.05.1990) | Aliança Renovadora Nacional (ARENA)    | 2.655 | 1º mandato  |
| 18 | Eugênio Bim (Curitiba, 18.03.1931–06.06.2023)                                      | Aliança Renovadora Nacional (ARENA)    | 2.645 | 1º mandato  |
| 19 | Horácio Rodrigues Sobrinho                                                         | Aliança Renovadora Nacional (ARENA)    | 2.636 | 1º mandato  |
| 20 | Miguel Nasser Filho (Passos, 14.12.1941–01.02.2018)                                | Aliança Renovadora Nacional (ARENA)    | 2.630 | 1º mandato  |
| 21 | Admar Bertolli (Morretes, 10.03.1933–Ponta Grossa, 26.04.2003)                     | Movimento Democrático Brasileiro (MDB) | 2.319 | 1º mandato  |

## 5ª Legislatura (1964–1968)
Estes são os vereadores eleitos nas eleições de 6 de outubro de 1963:
|    | Nome                                                                | Partido                              | Votos | Observações |
| -- | ------------------------------------------------------------------- | ------------------------------------ | ----- | ----------- |
| 1  | Erondy Silvério (1965–1966)                                         | Partido Social Democrático (PSD)     | 2.508 | 3º mandato  |
| 2  | Dino Gasparin (Curitiba, 15.10.1916–03.12.1969)                     | Partido Trabalhista Brasileiro (PTB) | 2.500 | 1º mandato  |
| 3  | Rosalino Mazziotti (Rio Claro, 19.02.1912–01.02.1977)               | Partido Democrata Cristão (PDC)      | 2.446 | 1º mandato  |
| 4  | Fabiano Braga Cortes (Lapa, 14.05.1933–)                            | Partido Democrata Cristão (PDC)      | 2.067 | 1º mandato  |
| 5  | Manoel Cursino Dias Paredes (Irati, 04.02.1918–03.12.1989)          | Partido Social Democrático (PSD)     | 1.923 | 1º mandato  |
| 6  | Elias Karam (1964) (Curitiba, 26.08.1902–03.06.1975)                | União Democrática Nacional (UDN)     | 1.740 | 4º mandato  |
| 7  | Acyr Hafez José (1967–1968) (Curitiba, 02.03.1933–19.12.1971)       | Partido Trabalhista Nacional (PTN)   | 1.707 | 1º mandato  |
| 8  | Flávio Horizonte da Costa (Palmas, 17.10.1929–Curitiba, 25.06.2020) | Partido Trabalhista Brasileiro (PTB) | 1.685 | 1º mandato  |
| 9  | Arlindo Ribas de Oliveira (Curitiba, 10.01.1915–05.03.2001)         | Partido Trabalhista Brasileiro (PTB) | 1.569 | 3º mandato  |
| 10 | José Maria de Azevedo (Curitiba, 16.02.1921–09.06.2004)             | Partido Social Democrático (PSD)     | 1.542 | 3º mandato  |
| 11 | Elias Jorge (Campo Largo, 09.05.1923–03.11.1994)                    | Partido Trabalhista Brasileiro (PTB) | 1.502 | 1º mandato  |
| 12 | Carlos de Vince Losso (Irati, 20.01.1938–)                          | Frente Ruralista Trabalhista (FRT)   | 1.379 | 1º mandato  |
| 13 | Jobar Cassou (Mafra, 11.03.1923–05.04.1971)                         | União Democrática Nacional (UDN)     | 1.336 | 1º mandato  |
| 14 | Vicente Loprete Frega (Curitiba, 27.10.1919–)                       | Partido Democrata Cristão (PDC)      | 1.311 | 1º mandato  |
| 15 | João Derosso (Curitiba, 26.08.1928–04.08.2017)                      | Partido Libertador (PL)              | 1.275 | 1º mandato  |
| 16 | Alvim Jareski (Curitiba, 21.09.1918–15.09.1991)                     | Partido Libertador (PL)              | 1.197 | 1º mandato  |
| 17 | Menotti Caprilhone (Curitiba, 10.09.1914–1987)                      | Partido Republicano (PR)             | 1.114 | 4º mandato  |
| 18 | Feliciano Berlamino Schier (??, 29.10.1913–22.03.1985)              | Partido Democrata Cristão (PDC)      | 1.105 | 1º mandato  |
| 19 | João Mauro Lothário P. Bettega (Curitiba, 05.06.1932–)              | Partido Trabalhista Nacional (PTN)   | 1.105 | 1º mandato  |
| 20 | Ivo Moro (Curitiba, 17.09.1921–15.07.2004)                          | Partido Social Progressista (PSP)    | 998   | 3º mandato  |

## 4ª Legislatura (1960–1963)
Estes são os vereadores eleitos nas eleições de 4 de outubro de 1959:
|    | Nome                                                                       | Partido                               | Votos | Observações |
| -- | -------------------------------------------------------------------------- | ------------------------------------- | ----- | ----------- |
| 1  | Erondy Silvério (1961–1963)                                                | Partido Social Democrático (PSD)      | 2.699 | 2º mandato  |
| 2  | Marcos Bertoldi (Curitiba, 11.11.1934–)                                    | Partido Social Democrático (PSD)      | 2.367 | 1º mandato  |
| 3  | Felipe Aristides Simão (Curitiba, 19.09.1917–28.12.2001)                   | Partido Libertador (PL)               | 1.935 | 3º mandato  |
| 4  | Guilherme Cleo Biasi (Santiago, 04.03.1926–1999)                           | Partido Social Democrático (PSD)      | 1.858 | 1º mandato  |
| 5  | Dr. Carlos Alberto Moro (Curitiba, 23.05.1933–)                            | Partido Trabalhista Brasileiro (PTB)  | 1.756 | 1º mandato  |
| 6  | José Maria de Azevedo (Curitiba, 16.02.1921–09.06.2004)                    | Partido Social Democrático (PSD)      | 1.662 | 2º mandato  |
| 7  | Aldo Schwind (Curitiba, 23.12.1917–17.10.1995)                             | Partido Trabalhista Brasileiro (PTB)  | 1.558 | 1º mandato  |
| 8  | Elias Karam (Curitiba, 26.08.1902–03.06.1975)                              | União Democrática Nacional (UDN)      | 1.344 | 3º mandato  |
| 9  | Sebastião Penteado Darcanchy (Guarapuava, 25.05.1914–Curitiba, 11.09.1997) | Partido Republicano (PR)              | 1.145 | 2º mandato  |
| 10 | Aristides Athayde Júnior (1960) (Curitiba, 12.12.1908–23.07.1974)          | Partido Trabalhista Brasileiro (PTB)  | 1.111 | 1º mandato  |
| 11 | Victório José Roda (Curitiba, 19.09.1912–16.08.1995)                       | Partido Trabalhista Brasileiro (PTB)  | 1.021 | 2º mandato  |
| 12 | Maria Clara Brandão Tesserolli (Curitiba, 02.12.1916–01.11.1969)           | Partido Social Democrático (PSD)      | 940   | 1º mandato  |
| 13 | Washington Mansur (Curitiba, 19.12.1916–29.11.1959)                        | Partido Democrata Cristão (PDC)       | 921   | 2º mandato  |
| 14 | Arlindo Ribas de Oliveira (Curitiba, 10.01.1915–05.03.2001)                | Partido Social Progressista (PSP)     | 886   | 2º mandato  |
| 15 | Domingos Primo Moro (Curitiba, 03.11.1914–16.02.2002)                      | Partido Democrata Cristão (PDC)       | 859   | 1º mandato  |
| 16 | Léllis Antonio Corrêa (Valões, 04.06.1930–07.03.2000)                      | Partido Democrata Cristão (PDC)       | 846   | 1º mandato  |
| 17 | Igo Iwant Losso (Irati, 23.03.1936–28.12.2024)                             | Partido Republicano Trabalhista (PRT) | 833   | 1º mandato  |
| 18 | Diógenes Dacheux Stori                                                     | Partido Libertador (PL)               | 818   | 1º mandato  |
| 19 | Ivo Moro (Curitiba, 17.09.1921–15.07.2004)                                 | Partido Social Progressista (PSP)     | 809   | 2º mandato  |
| 20 | Menotti Caprilhone (Curitiba, 10.09.1914–1987)                             | Partido Republicano (PR)              | 802   | 3º mandato  |

## 3ª Legislatura (1956–1959)
Estes são os vereadores eleitos nas eleições de 3 de outubro de 1955:
|    | Nome                                                                              | Partido                               | Votos | Observações |
| -- | --------------------------------------------------------------------------------- | ------------------------------------- | ----- | ----------- |
| 1  | Antonio Domakoski (Curitiba, 21.06.1917–14.07.1999)                               | União Democrática Nacional (UDN)      | 1.203 | 1º mandato  |
| 2  | Dorgelo Antonio Biazzetto (Porto Alegre, 07.07.1896–Curitiba, 27.06.1968)         | Partido Republicano (PR)              | 1.014 | 2º mandato  |
| 3  | Elias Karam (Curitiba, 26.08.1902–03.06.1975)                                     | União Democrática Nacional (UDN)      | 943   | 2º mandato  |
| 4  | Antenor Pamphilo dos Santos (Salvador, 01.07.1895–Curitiba, 09.02.1967)           | Partido Social Democrático (PSD)      | 859   | 1º mandato  |
| 5  | Felipe Aristides Simão (1956) e (1958) (Curitiba 19.09.1917–28.12.2001)           | Partido Libertador (PL)               | 777   | 2º mandato  |
| 6  | Myltho Anselmo da Silva (Curitiba, 13.01.1917–03.05.1980)                         | Partido Trabalhista Brasileiro (PTB)  | 771   | 2º mandato  |
| 7  | Edmundo Leinig Saporski (??, 13.10.1918–)                                         | Partido Democrata Cristão (PDC)       | 770   | 1º mandato  |
| 8  | Máximo Pinheiro de Lima (São José dos Pinhais, 31.05.1905–)                       | Partido Social Democrático (PSD)      | 766   | 2º mandato  |
| 9  | Victório José Roda (Curitiba, 19.09.1912–16.08.1995)                              | Partido Trabalhista Brasileiro (PTB)  | 764   | 1º mandato  |
| 10 | José Maria de Azevedo (1959) (Curitiba, 16.02.1921–09.06.2004)                    | Partido Social Democrático (PSD)      | 698   | 1º mandato  |
| 11 | Erondy Silvério                                                                   | Partido Social Democrático (PSD)      | 692   | 1º mandato  |
| 12 | Yrlan Cavet (Curitiba, 29.11.1915–06.03.1978)                                     | Partido Democrata Cristão (PDC)       | 678   | 1º mandato  |
| 13 | Sebastião Penteado Darcanchy (1957) (Guarapuava, 25.05.1914–Curitiba, 11.09.1997) | Partido Republicano (PR)              | 663   | 1º mandato  |
| 14 | João Stival (Curitiba, 30.10.1916–17.06.2005)                                     | Partido Trabalhista Brasileiro (PTB)  | 655   | 2º mandato  |
| 15 | Vicente Capriglione (Curitiba, 09.02.1903–14.06.1996)                             | Partido Social Progressista (PSP)     | 633   | 1º mandato  |
| 16 | Menotti Caprilhone (Curitiba, 10.09.1914–1987)                                    | Partido Republicano (PR)              | 600   | 2º mandato  |
| 17 | Ondino Ruy Camargo de Loyola (Xanxerê, 25.12.1915–)                               | Partido Social Progressista (PSP)     | 594   | 1º mandato  |
| 18 | João Gasparin Filho (??, 25.06.1925–Curitiba, 16.06.2023)                         | Partido Republicano Trabalhista (PRT) | 570   | 1º mandato  |
| 19 | Ivo Moro (Curitiba, 17.09.1921–15.07.2004)                                        | Partido Social Progressista (PSP)     | 539   | 1º mandato  |
| 20 | Jurandyr de Azevedo e Silva (Curitiba, 29.12.1912–08.03.1964)                     | União Democrática Nacional (UDN)      | 519   | 1º mandato  |

## 2ª Legislatura (1951–1955)
Estes são os vereadores eleitos nas eleições de 22 de julho de 1951:
|    | Nome                                                                           | Partido                              | Votos | Observações |
| -- | ------------------------------------------------------------------------------ | ------------------------------------ | ----- | ----------- |
| 1  | Myltho Anselmo da Silva (1951) e (1953) (Curitiba, 13.01.1917–03.05.1980)      | Partido Trabalhista Brasileiro (PTB) | 900   | 1º mandato  |
| 2  | Mário Affonso Alves de Camargo (1952) (Curitiba, 05.09.1919–)                  | Partido Republicano (PR)             | 784   | 1º mandato  |
| 3  | Washington Mansur (Curitiba, 19.12.1916–29.11.1959)                            | Partido Trabalhista Brasileiro (PTB) | 657   | 1º mandato  |
| 4  | João Stival (Curitiba, 30.10.1916–17.06.2005)                                  | Partido Trabalhista Brasileiro (PTB) | 619   | 1º mandato  |
| 5  | Menotti Caprilhone (Curitiba, 10.09.1914–1987)                                 | Partido Republicano (PR)             | 594   | 1º mandato  |
| 6  | Lourival Portella Natel (Campo Largo, 24.02.1905–)                             | Partido Trabalhista Brasileiro (PTB) | 578   | 1º mandato  |
| 7  | Augusto Toaldo Túlio (Curitiba, 06.06.1918–12.04.1957)                         | Partido Social Democrático (PSD)     | 577   | 1º mandato  |
| 8  | Eládio Prados Molina (Porto Alegre, 26.08.1911–)                               | Partido Social Democrático (PSD)     | 534   | 1º mandato  |
| 9  | Antonio Giacomassi (Curitiba, 23.08.1906–19.04.1978)                           | Partido Republicano (PR)             | 532   | 1º mandato  |
| 10 | Máximo Pinheiro de Lima (São José dos Pinhais, 31.05.1905–)                    | Partido Social Democrático (PSD)     | 525   | 1º mandato  |
| 11 | Adeodato Arnaldo Volpi (Curitiba, 13.11.1912–12.12.1970)                       | União Democrática Nacional (UDN)     | 514   | 1º mandato  |
| 12 | Dorgelo Antonio Biazzetto (Porto Alegre, 07.07.1896–Curitiba, 27.06.1968)      | Partido Republicano (PR)             | 482   | 1º mandato  |
| 13 | Ângelo Burbello (Curitiba, 17.08.1890–24.04.1956)                              | União Democrática Nacional (UDN)     | 448   | 1º mandato  |
| 14 | Boanerges Marquesi Sobrinho (Curitiba, 24.05.1914–)                            | Partido Social Progressista (PSP)    | 431   | 1º mandato  |
| 15 | Dilo de Oliveira Godoy (Curitiba, 14.04.1908–16.03.1984)                       | Partido Trabalhista Brasileiro (PTB) | 429   | 1º mandato  |
| 16 | Felipe Aristides Simão (Curitiba, 19.09.1917–28.12.2001)                       | Partido Libertador (PL)              | 402   | 1º mandato  |
| 17 | Elias Karam (Curitiba, 26.08.1902–03.06.1975)                                  | União Democrática Nacional (UDN)     | 393   | 1º mandato  |
| 18 | Arlindo Ribas de Oliveira (Curitiba, 10.01.1915–05.03.2001)                    | Partido Social Progressista (PSP)    | 337   | 1º mandato  |
| 19 | Edward de Menezes Caldas (Manaus, 28.07.1916–)                                 | Partido Social Trabalhista (PST)     | 323   | 1º mandato  |
| 20 | Roberto Barrozo Filho (1954–1955) (Paranaguá, 28.05.1922–Curitiba, 13.06.1999) | Partido Social Trabalhista (PST)     | 301   | 1º mandato  |

## 1ª Legislatura (1947–1950)
Estes são os vereadores eleitos nas eleições de 16 de novembro de 1947:
|    | Nome                                                                            | Partido                                | Votos | Observações |
| -- | ------------------------------------------------------------------------------- | -------------------------------------- | ----- | ----------- |
| 1  | Roberto Barrozo (1949) (Rio de Janeiro, 07.06.1895–Curitiba, 21.01.1965)        | Partido Trabalhista Brasileiro (PTB)   | 2.431 | 1º mandato  |
| 2  | Odilon Mader (Rio Negro, 02.10.1902–Curitiba, 24.12.1954)                       | União Democrática Nacional (UDN)       | 721   | 1º mandato  |
| 3  | Antenor Pamphilo dos Santos (Salvador, 01.07.1895–Curitiba, 09.02.1967)         | Partido Social Democrático (PSD)       | 668   | 1º mandato  |
| 4  | Gaspar Duarte Vellozo                                                           | Partido Social Democrático (PSD)       | 633   | 1º mandato  |
| 5  | Lauro Esmanhoto (Butiatuvinha, 02.05.1913–Curitiba, 17.11.1990)                 | Partido de Representação Popular (PRP) | 569   | 1º mandato  |
| 6  | Adeodato Arnaldo Volpi (Curitiba, 13.11.1912–12.12.1970)                        | União Democrática Nacional (UDN)       | 562   | 1º mandato  |
| 7  | Myltho Anselmo da Silva (Curitiba, 13.01.1917–03.05.1980)                       | Partido Trabalhista Brasileiro (PTB)   | 438   | 1º mandato  |
| 8  | Maria Olympia Carneiro Mochel (Curitiba, 09.01.1926–São Luís, 25.01.2008)       | Partido Social Trabalhista (PST)       | 436   | 1º mandato  |
| 9  | Amâncio Moro (Curitiba, 31.07.1908–28.08.1965)                                  | Partido Trabalhista Brasileiro (PTB)   | 407   | 1º mandato  |
| 10 | Edwino Donato Tempski (Erechim, 22.09.1913–Curitiba, 21.03.1995)                | União Democrática Nacional (UDN)       | 407   | 1º mandato  |
| 11 | Sezinando das Chagas Lima (Curitiba, 23.08.1905–1994)                           | Partido Social Democrático (PSD)       | 396   | 1º mandato  |
| 12 | Ernani Santiago de Oliveira (1950) (Curitiba, 20.09.1913–São Paulo, 03.07.1981) | Partido Republicano (PR)               | 347   | 1º mandato  |
| 13 | Joaquim de Almeida Peixoto (Vitória, 10.08.1916–)                               | Partido Republicano (PR)               | 346   | 1º mandato  |
| 14 | João Pereira Macedo (Curitiba, 19.06.1895–)                                     | Partido Libertador (PL)                | 342   | 1º mandato  |
| 15 | Augusto Staben (Curitiba, 07.03.1910–)                                          | Partido Trabalhista Brasileiro (PTB)   | 311   | 1º mandato  |
| 16 | João Stival (Curitiba, 30.10.1916–17.06.2005)                                   | Partido Trabalhista Brasileiro (PTB)   | 306   | 1º mandato  |
| 17 | Ubiratan Peixoto de Mattos (1948) (Curitiba, 12.05.1915–)                       | Partido Trabalhista Brasileiro (PTB)   | 284   | 1º mandato  |
| 18 | João Kracik Netto (1947) (Blumenau, 04.01.1909–Curitiba, 02.12.1987)            | Partido Trabalhista Brasileiro (PTB)   | 267   | 1º mandato  |
| 19 | Laudemiro do Valle (Curitiba, 29.03.1898–)                                      | Partido Trabalhista Brasileiro (PTB)   | 241   | 1º mandato  |
| 20 | Oswaldo Nascimento Bittencourt (Curitiba, 16.02.1908–)                          | Partido Trabalhista Brasileiro (PTB)   | 209   | 1º mandato  |

## 1ª Legislatura de 1693
Estes são os vereadores eleitos para a primeira legislatura de criação da cidade em 29 de março de 1693:
|   | Nome                           | Cargo          |
| - | ------------------------------ | -------------- |
| 1 | Antônio da Costa Veloso        | Juiz Ordinário |
| 2 | Manoel Soares                  | Juiz Ordinário |
| 3 | Garcia Rodrigues Velho         | Vereador       |
| 4 | Capitão José Pereira Quevedo   | Vereador       |
| 5 | Antônio dos Reis Cavaleiro     | Vereador       |
| 6 | Capitão Antônio de Leme Cabral | Procurador     |
| 7 | Capitão João Rodrigues Seixas  | Escrivão       |

## Legenda
| cor  | significado          |
| Bege | Presidente da Câmara |
| Azul | Suplente             |